# شاهدخت بزرگ دوشز ماریا نیکولایونا از روسیه
شاهدخت بزرگ ماریا نیکولایونا روسیه (ماریا نیکولایونا رومانووا؛ به روسی: Великая Княжна Мария Николаевна، 26 June [سبک قدیمی: 14 June] 1899 – ۱۷ ژوئیه ۱۹۱۸) سومین دختر تزار نیکلاس دوم روسیه و تزارینا آلکساندرا فئودوروونا بود. قتل او پس از انقلاب روسیه ۱۹۱۷ منجر به تقدیس او به عنوان یک شهید مقدس توسط کلیسای ارتدکس روسیه شد. او امیدوار بود ازدواج کند و خانواده بزرگی داشته باشد.
او خواهر بزرگتر شاهدخت بزرگ آناستازیا نیکولایونا روسیه بود، که فرار او از ترور خانواده امپراتوری برای نزدیک به ۹۰ سال شایعه شده بود. با این حال، بعداً ثابت شد که آناستازیا فرار نکرده بود و کسانی که ادعا می‌کردند او هستند، جعلی بودند. در دهه ۱۹۹۰، گفته شد که ماریا ممکن است شاهدخت بزرگی باشد که بقایای او در گور رومانوف که در نزدیکی یکاترینبورگ، روسیه کشف و در سال ۱۹۹۱ نبش قبر شده. بقایای بیشتری در سال ۲۰۰۷ کشف شد، و تحلیل DNA متعاقباً ثابت کرد که کل خانواده امپراتوری در سال ۱۹۱۸ به قتل رسیده بودند. مراسم تدفین برای بقایای ماریا و آلکسی که قرار بود در اکتبر ۲۰۱۵ با خانواده‌شان دفن شوند، به‌طور نامحدود توسط کلیسای ارتدکس روسیه به تعویق افتاد، که در دسامبر بقایا را تحت حفاظت خود قرار داد و بدون توضیح اعلام کرد که این پرونده نیاز به مطالعه بیشتر دارد؛ ۴۴ قطعه استخوان ناقص همچنان در یک مخزن دولتی روسیه نگهداری می‌شوند.

## اوایل زندگی

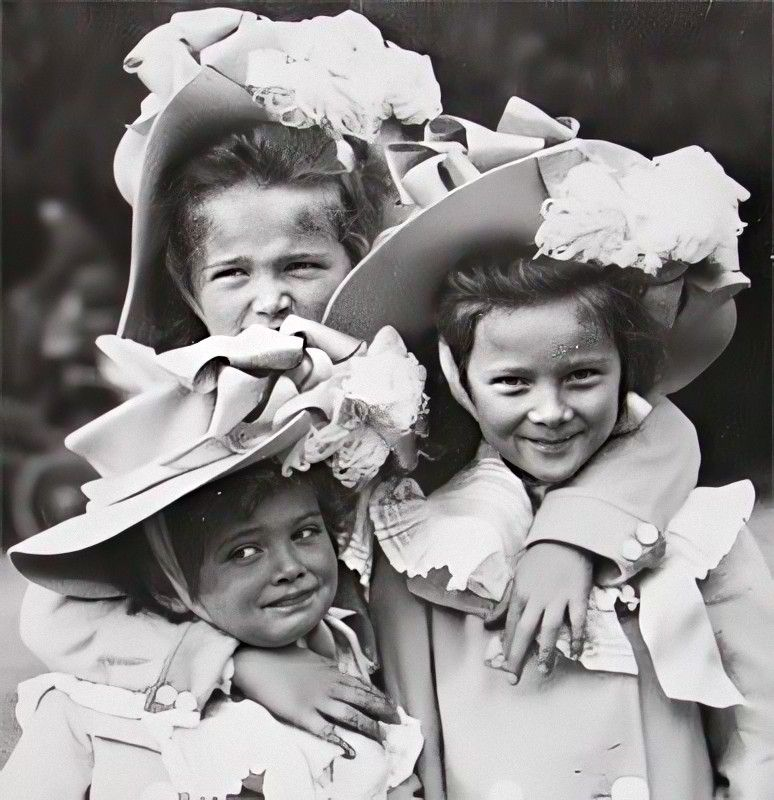
شاهدخت‌های بزرگ ماریا، اولگا و تاتیانا نیکولایونا روسیه، ۱۹۰۳

ماریا در ۲۶ ژوئن ۱۸۹۹ متولد شد. او سومین فرزند و دختر امپراتور نیکلاس دوم و امپراتریس آلکساندرا بود. او در هنگام تولد ۴٫۵ کیلوگرم وزن داشت. تولد سومین دختر منجر به ناامیدی گسترده در روسیه شد. گراند دوک کنستانتین کنستانتینوویچ، پسرعموی نیکلاس، نوشت: «و بنابراین وارثی وجود ندارد. تمام روسیه از این خبر ناامید خواهد شد.» ویکتوریا، ملکه بریتانیا، مادربزرگ آلکساندرا و مادربزرگ بزرگ ماریا، نوشت: «من برای کشور از تولد سومین دختر متأسفم. می‌دانم که یک وارث بیشتر از یک دختر مورد استقبال قرار می‌گیرد.» نیکلاس اصرار داشت که از تولد ماریا خوشحال است، و به الکساندرا گفت: «من کمترین شکایتی ندارم، چرا که چنین خوشبختی‌ای بر روی زمین دارم، گنجی مانند تو عزیز دلم الکساندرا، و همین حالا سه فرشته کوچک.»
وقتی ماریا نوپا بود، یک بار از حمام فرار کرد و درحالی‌که کاملاً برهنه بود، در راهروهای کاخ بالا و پایین می‌دوید. این در حالی بود که پرستار ایرلندی حواس‌پرتش، مارگارتا ایگار، که عاشق سیاست بود، با دوستی دربارهٔ ماجرای دریفوس بحث می‌کرد. عمه‌اش، گراند دوشس الگا الکساندرونا روسیه، به یاد می‌آورد: «خوشبختانه، من درست در همان لحظه رسیدم، او را بغل کردم و پیش خانم ایگار برگرداندم، که هنوز داشت دربارهٔ دریفوس صحبت می‌کرد.»
خواهر و برادرهای ماریا عبارت بودند از شاهدخت بزرگ اولگا روسیه، شاهدخت بزرگ تاتیانا روسیه، شاهدخت بزرگ آناستازیا روسیه، و الکسی نیکولایویچ روسیه. عنوان روسی ماریا (ولیکایا کنیاژنا Великая Княжна) دقیق‌ترین ترجمه آن «شاهدخت بزرگ» است، به این معنی که ماریا، به عنوان یک «والاحضرت امپراتوری» از نظر رتبه بالاتر از سایر شاهدخت‌ها در اروپا بود که «والاحضرت سلطنتی» بودند. «شاهدخت بزرگ» گسترده‌ترین ترجمه انگلیسی این عنوان است. با این حال، مطابق با تمایل والدینش برای تربیت ساده ماریا و خواهر و برادرهایش، حتی خدمتکاران نیز شاهدخت بزرگ را با نام کوچک و نام پدری‌اش، ماریا نیکولایونا، خطاب می‌کردند. او همچنین با نسخه فرانسوی نامش، «ماری»، یا با نام‌های مستعار روسی «ماشا» یا «ماشکا» خوانده می‌شد.
ماریا و خواهر کوچکترش، آناستازیا، در خانواده به عنوان «جفت کوچک» شناخته می‌شدند. این دو دختر یک اتاق را به اشتراک می‌گذاشتند، اغلب تغییراتی از همان لباس را می‌پوشیدند، و بیشتر وقت خود را با هم می‌گذراندند. خواهران بزرگتر آنها، اولگا و تاتیانا، نیز یک اتاق را به اشتراک می‌گذاشتند و به عنوان «جفت بزرگ» شناخته می‌شدند. چهار دختر گاهی اوقات نامه‌ها را با استفاده از نام مستعار اوتما امضا می‌کردند، که از حروف اول نام‌های کوچک آنها گرفته شده بود.
ماریا و آناستازیا برای مناسبت‌های خاص، به‌طور مشابه لباس می‌پوشیدند، زمانی که تغییراتی از همان لباس را می‌پوشیدند. او تمایل داشت تحت سلطه خواهر کوچکتر پرشور و پرانرژی خود باشد. وقتی آناستازیا افرادی را که از کنارشان می‌گذشتند زمین می‌انداخت، دیگران را مسخره می‌کرد یا با نمایش‌های دراماتیک خود صحنه‌ای ایجاد می‌کرد، ماریا همیشه سعی می‌کرد عذرخواهی کند، اگرچه هرگز نمی‌توانست خواهر کوچکترش را متوقف کند. دوست مادرش لیلی دن گفت که اگرچه ماریا به اندازه سه خواهرش سرزنده نبود، اما ذهن خودش را می‌شناخت.

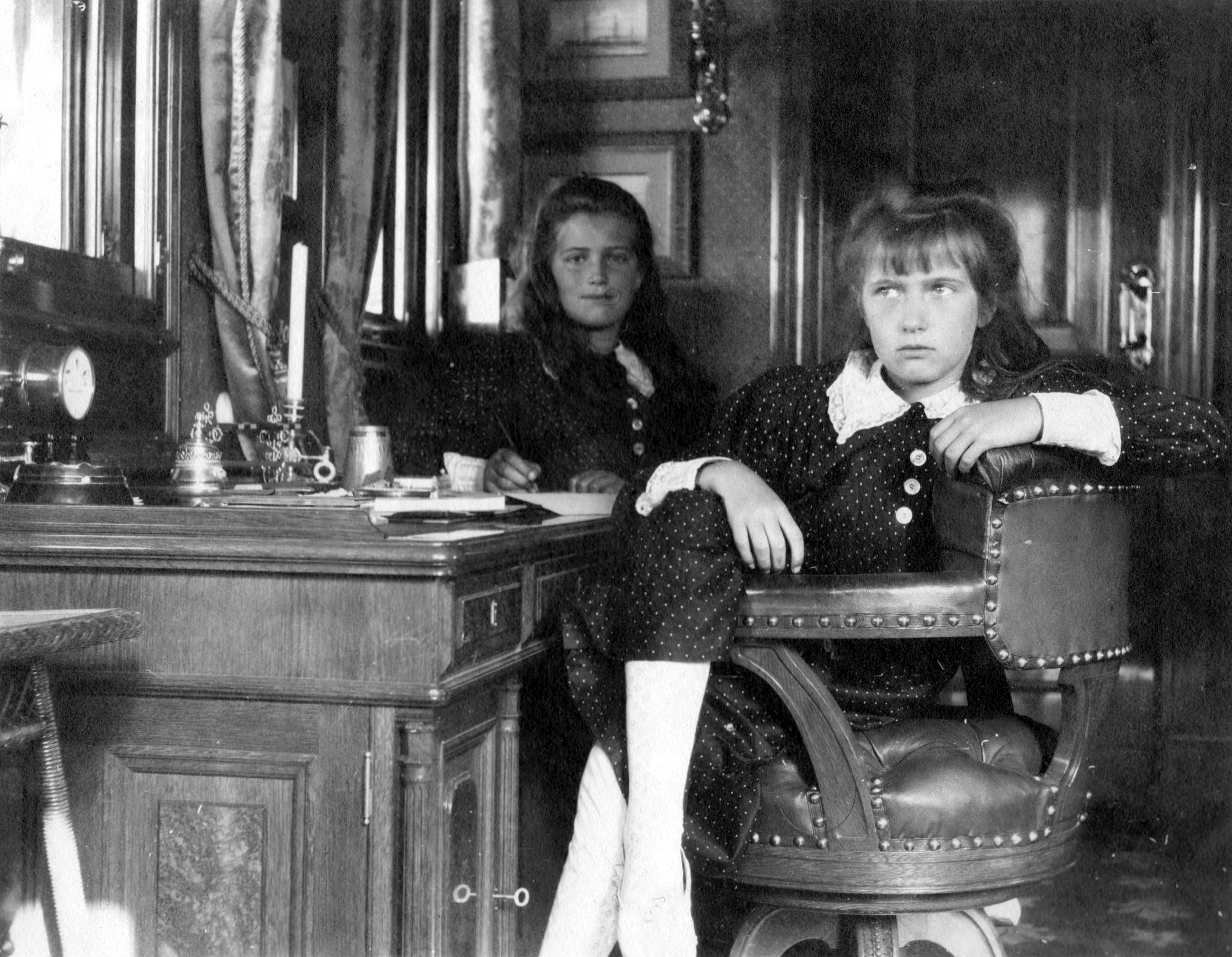
ماریا و آناستازیا در اتاق تشریفات نیکلاس دوم در کشتی استاندارت، ۱۹۱۱

ماریای جوان از عشوه‌گری‌های بی‌گناهانه با سربازان جوانی که در کاخ و در تعطیلات خانوادگی با آنها برخورد می‌کرد، لذت می‌برد. او به‌طور خاص عاشق کودکان بود و اگر شاهدخت بزرگ نبود، چیزی بیشتر از ازدواج با یک سرباز روسی و بزرگ کردن یک خانواده بزرگ را دوست نداشت. ماریا از سنین بسیار پایین علاقه‌مند به سربازان بود، طبق گفته مارگارتا ایگار: 
| « | یک روز شاهدخت بزرگ کوچک ماری از پنجره به یک هنگ سربازان که رژه می‌رفتند نگاه می‌کرد و فریاد زد: «اوه! من این سربازان عزیز را دوست دارم؛ دوست دارم همه آنها را ببوسم!» من گفتم: «ماری، دختران کوچک خوب سربازان را نمی‌بوسند.» چند روز بعد ما یک مهمانی کودکان داشتیم، و فرزندان گراند دوک کنستانتین در میان مهمانان بودند. یکی از آنها، که به دوازده سالگی رسیده بود، به گروه کادت‌ها پیوسته بود و با یونیفرم خود آمده بود. او می‌خواست دختر عموی کوچکش ماری را ببوسد، اما او دستش را روی دهانش گذاشت و از آغوش پیشنهادی عقب کشید. «برو کنار، سرباز،» گفت، با وقار زیاد. «من سربازان را نمی‌بوسم.» پسر از اینکه او را یک سرباز واقعی تصور کرده بودند بسیار خوشحال بود و در عین حال کمی سرگرم شده بود. | » |

تا ترور خودش در سال ۱۹۷۹، پسرعموی اول او لوئیس مونت‌باتن، ارل اول مونت‌باتن برما، عکسی از ماریا را در کنار تختش به یاد عشق یک‌طرفه‌ای که به او داشت، نگه می‌داشت. در سال ۱۹۱۰، لوئیس با خواهران رومانوف ملاقات کرد. او بعداً منعکس کرد که «آنها دوست‌داشتنی و بسیار شیرین بودند، بسیار زیباتر از عکس‌هایشان،» و گفت که «من عاشق ماری بودم و مصمم بودم با او ازدواج کنم. او فوق‌العاده دوست‌داشتنی بود.»
در سن یازده سالگی، ماریا ظاهراً دلبستگی دردناکی به یکی از مردان جوانی که ملاقات کرده بود، پیدا کرد. «سعی کن افکارت را زیاد روی او متمرکز نکنی، این چیزی است که دوست ما گفت،» آلکساندرا در ۶ دسامبر ۱۹۱۰ به او نوشت. آلکساندرا به سومین دخترش توصیه کرد احساساتش را پنهان کند زیرا ممکن است دیگران دربارهٔ دلبستگی او چیزهای ناخوشایندی بگویند. «نباید به دیگران اجازه داد ببینند درون انسان چه احساسی دارد، وقتی می‌داند که این کار مناسب تلقی نمی‌شود. می‌دانم او تو را مثل یک خواهر کوچک دوست دارد و دوست دارد به تو کمک کند تا زیاد اهمیت ندهی، چون می‌داند تو، یک شاهدخت بزرگ کوچک، نباید این‌قدر به او اهمیت بدهی.»

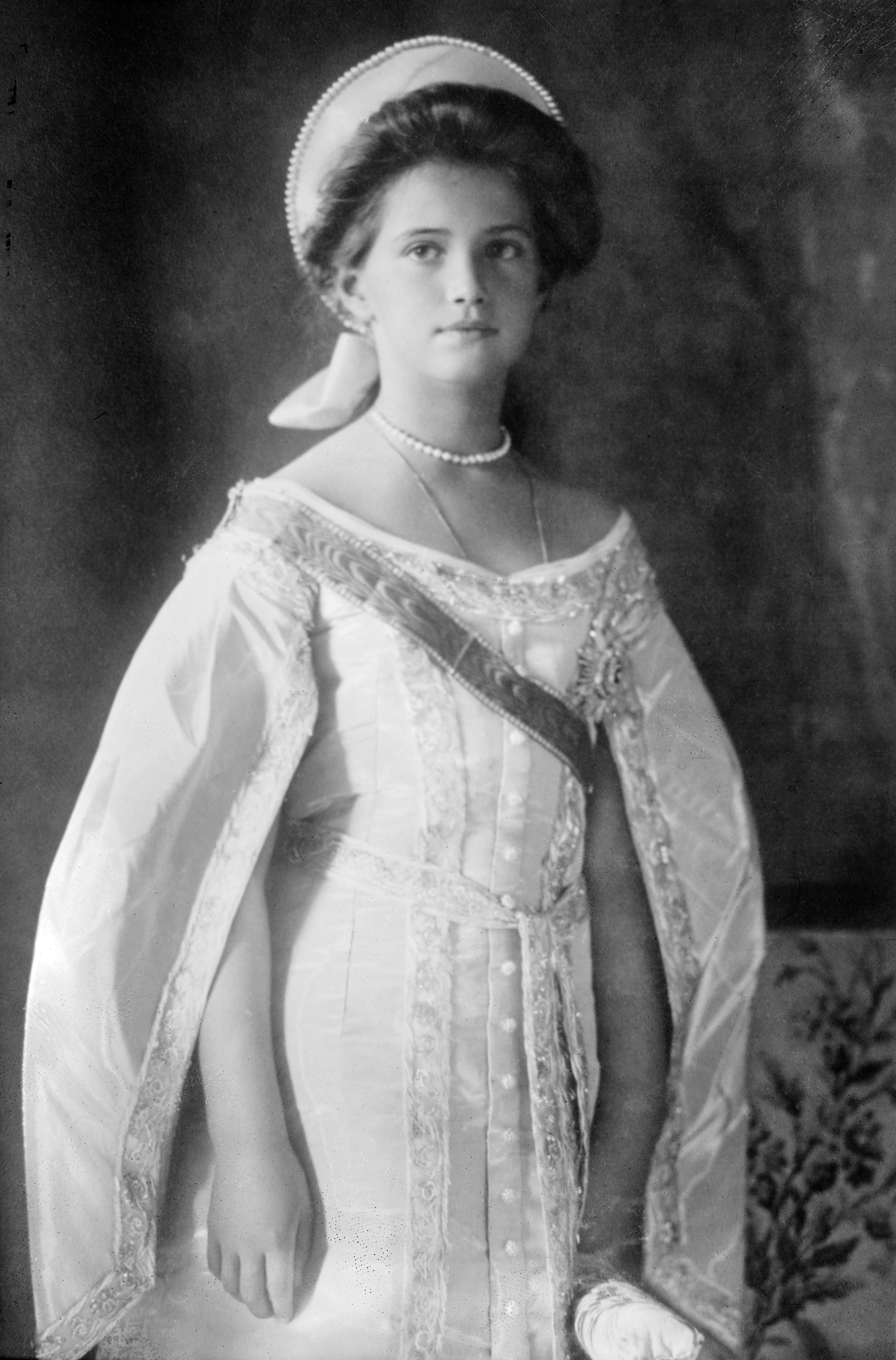
پرتره رسمی شاهدخت بزرگ ماریا در لباس درباری گرفته شده در سال ۱۹۱۰

در سال ۱۹۱۷، شاهزاده کارول رومانی از روسیه بازدید کرد. قبل از اینکه در ۲۶ ژانویه به مسکو برود، پیشنهاد رسمی برای دست ماریا داد. نیکلاس «با خوش‌خلقی پیشنهاد شاهزاده را کنار گذاشت» زیرا ماریا «چیزی بیش از یک دختر مدرسه‌ای نبود.» ملکه ماری رومانی دربارهٔ «ازدواج کارول با یکی از دختران نیکی» امیدوار بود، و او این واقعیت را که نیکلاس این وصلت را «تملق‌آمیز و… یک نشانه خوب!» می‌دانست، پیدا کرد.

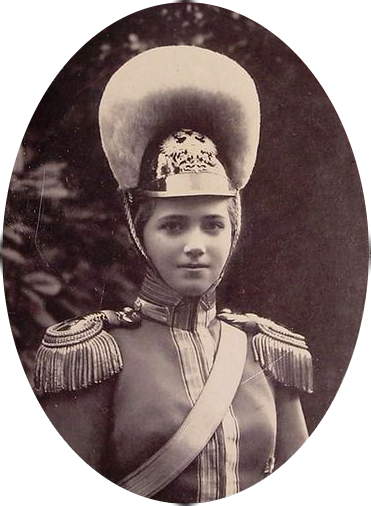
شاهدخت بزرگ ماریا به عنوان سرهنگ افتخاری هنگ گرنادیرهای اسب روسیه.

همانند خواهر کوچکترش آناستازیا، ماریا در طول جنگ جهانی اول از سربازان زخمی در بیمارستان خصوصی واقع در محوطه کاخ تزارسکویه سلو بازدید می‌کرد. این دو نوجوان، که برای تبدیل شدن به پرستار مانند مادر و خواهران بزرگترشان بسیار جوان بودند، با سربازان بازی‌های چکرز و بیلیارد انجام می‌دادند و تلاش می‌کردند روحیه آنها را بالا ببرند. سربازی زخمی به نام دمیتری در دفتر خاطرات ماریا امضا کرد و او را با یکی از لقب‌هایش خطاب کرد: «ماندریفولی معروف».

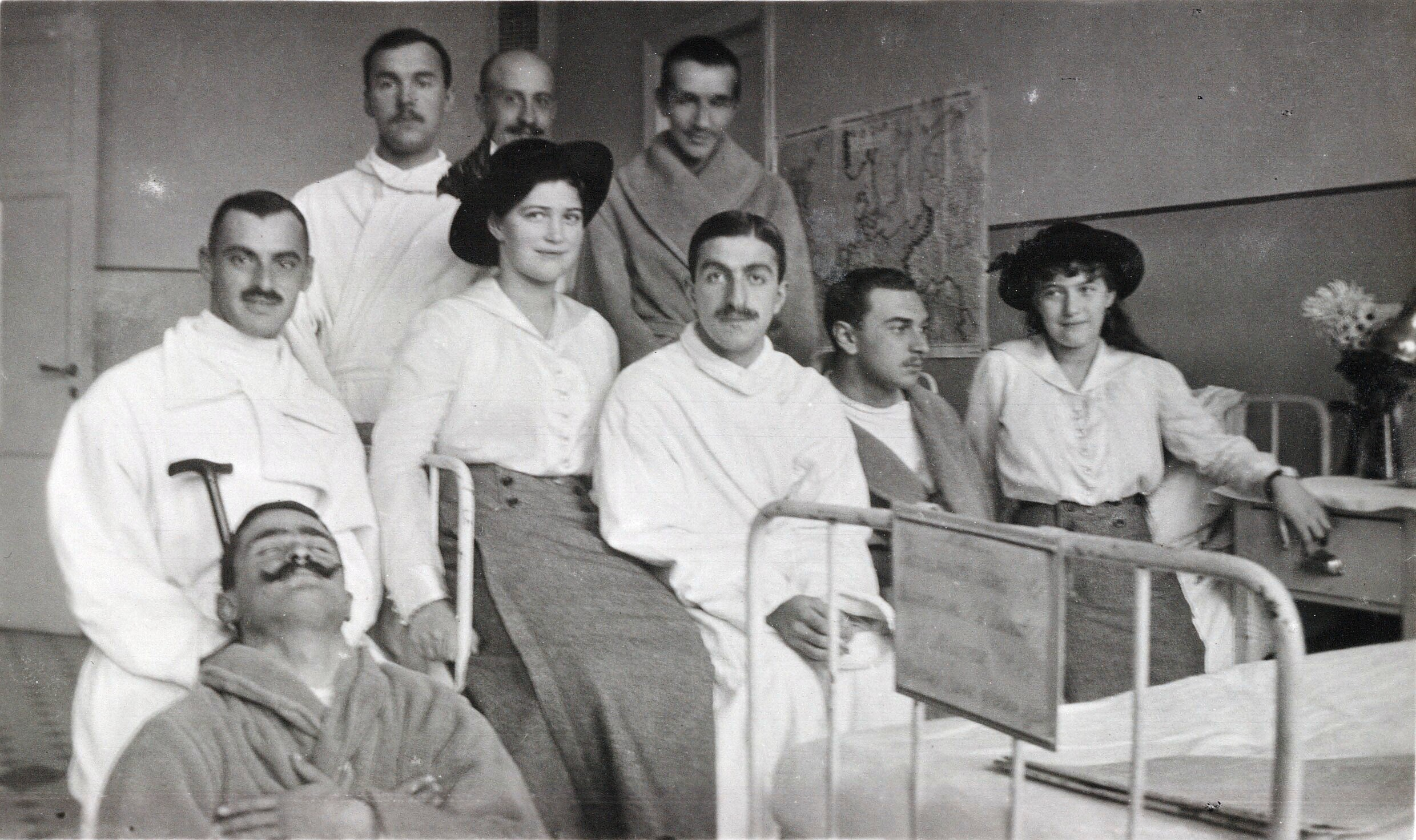
دوشس بزرگ ماریا و آناستازیا هنگام بازدید از بیمارستان واقع در روستای فئودوروفسکی گورودوک در سال ۱۹۱۵ با سربازان زخمی عکس می‌گیرند. هر چهار خواهر اوتما در طول جنگ روزانه در آنجا خدمت می‌کردند.

در طول جنگ، ماریا و آناستازیا همچنین از یک مدرسه پرستاری بازدید کردند و به مراقبت از کودکان کمک کردند. او به پدرش نوشت که هنگام غذا دادن به کودکان و تمیز کردن فرنی‌ای که از چانه‌شان پایین می‌ریخت با قاشق، به یاد او می‌افتاد. برای استراحت در طول جنگ، ماریا، خواهرانش و مادرش گاهی از تزار و تزارویچ آلکسی در مقر فرماندهی جنگ در موگیلف دیدن می‌کردند. در طول این بازدیدها، ماریا به نیکلاس دمیتریویچ دمنکوف، افسر روز در مقر فرماندهی تزار، علاقه‌مند شد. وقتی زنان به تزارسکویه سلو بازمی‌گشتند، ماریا اغلب از پدرش می‌خواست سلام او را به دمنکوف برساند و گاهی به شوخی نامه‌هایش به تزار را «خانم دمنکوف» امضا می‌کرد.

## ظاهر و شخصیت

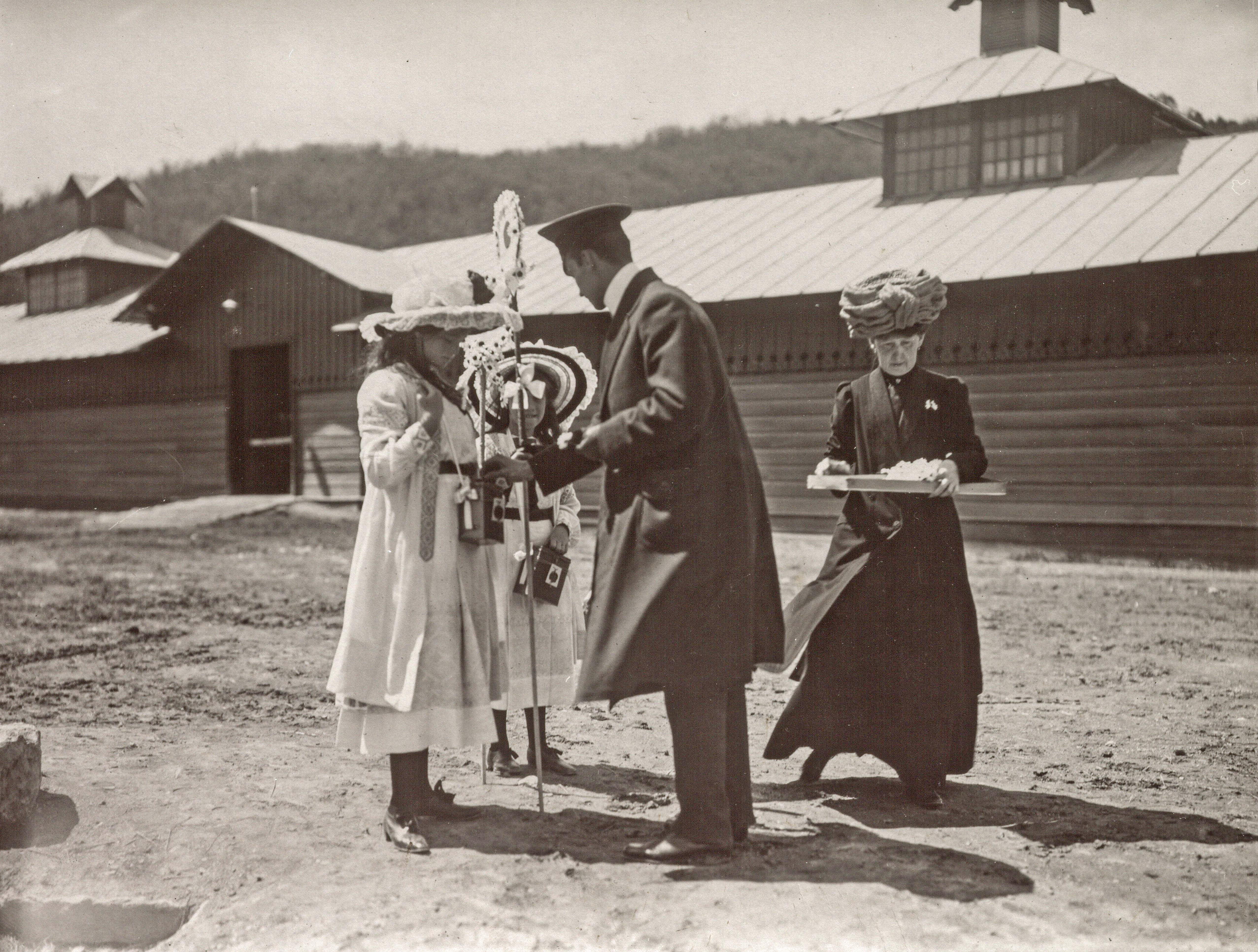
ماریا و خواهرش آناستازیا نیکولایونا در «روز گل سفید» سال ۱۹۱۲، در حال فروش گل‌های سفید به مردم در لیوادیا و یالتا، در کریمه.

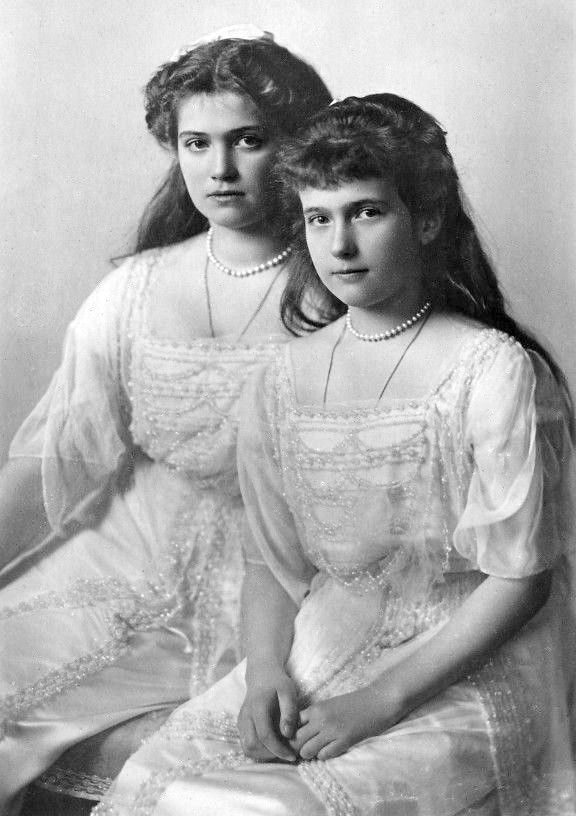
پرتره رسمی دوشس‌های بزرگ ماریا و آناستازیا نیکولایونا روسیه، ۱۹۱۴

ماریا زیبایی برجسته‌ای بود.  او موهای قهوه‌ای روشن و چشمان آبی بزرگی داشت که در خانواده به «نعلبکی‌های ماری» معروف بودند. ماریا، دوشس ساکس-کوبورگ و گوتا، عمه بزرگ ماریا، اعلام کرد که ماریا «یک زیبایی واقعی… با چشمان آبی عظیم» است. دوست مادرش، لیلی دن نوشت که او «فوق‌العاده زیبا بود، با زیبایی کلاسیک رومانوف‌ها.» یکی از اشراف دربار امپراتوری گفت که ماریای نوزاد «چهره‌ای شبیه یکی از فرشتگان بوتیچلی» داشت. معلم فرانسوی او پیر ژیلیار گفت ماریا قد بلند و خوش‌اندام بود، با گونه‌های گلگون. تاتیانا بوتکینا فکر می‌کرد حالت چشمان ماریا «نرم و مهربان» بود. بارونس سوفی بوکسهوودن، ندیمه مادرش، اظهار داشت که «[ماریا] از نظر رنگ و ویژگی‌ها شبیه اولگا بود، اما همه در مقیاسی زنده‌تر. او همان لبخند دلنشین و همان شکل صورت را داشت.» او همچنین می‌گفت که چشمانش «باشکوه، به رنگ آبی عمیق» بودند و موهایش «درخشش طلایی داشت.»
مانند پدربزرگش الکساندر سوم روسیه، ماریا به‌طور غیرعادی قوی بود. او گاهی خود را با نشان دادن اینکه چگونه می‌تواند معلمانش را از زمین بلند کند، سرگرم می‌کرد.
ماریا استعداد نقاشی داشت و به خوبی طراحی می‌کرد، همیشه با دست چپ خود. سوفی بوکسهوودن ماریا را تنها خواهری توصیف کرد که استعداد هنری داشت. با این حال، ماریا به کارهای مدرسه‌اش علاقه‌ای نداشت.

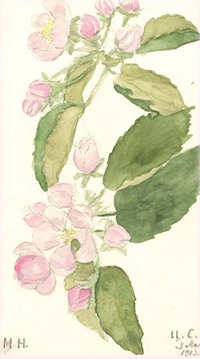
آبرنگی از ماریا، ۱۹۱۳.

ماریا می‌توانست لجباز و تنبل باشد. مادرش در یکی از نامه‌ها شکایت کرد که ماریا بداخلاق است و برای افرادی که او را آزار می‌دادند «نعره می‌کشید». بدخلقی‌های ماریا همزمان با دوره قاعدگی او بود، که تزارینا و دخترانش به آن به عنوان دیدار «مادام بکر» اشاره می‌کردند.
ماریا شخصیتی مهربان و شیرین داشت. گراند دوک ولادیمیر الکساندروویچ روسیه به دلیل خوش‌خلقی‌اش به او لقب «نوزاد دوست‌داشتنی» داده بود.
مارگارتا ایگر گفت که «ماریا خوب به دنیا آمد… با کمترین اثر ممکن از گناه اولیه.» طبق گفته ایگر، خواهران بزرگترش اولگا و تاتیانا یک بار از ماریا به عنوان «خواهر ناتنی» خود یاد کردند زیرا او بسیار خوب بود و هرگز به دردسر نمی‌افتاد. وقتی او بیسکویت‌هایی را از میز چای مادرش دزدید، نیکلاس گفت که خوشحال است «می‌بیند او فقط یک کودک انسانی است» زیرا «همیشه می‌ترسید بال‌هایش رشد کند.»

خواهران ماریا از او سوءاستفاده می‌کردند. خواهرانش به او لقب «پاپاتال کوچولو» داده بودند. در سال ۱۹۱۰، ماریا نامه‌ای به الکساندرا نوشت و از او خواست به اولگا اتاق شخصی بدهد و اجازه دهد لباس‌هایش را بلندتر کند. ماریا سعی کرد مادرش را متقاعد کند که این ایده خودش بوده است که نامه را بنویسد، و در پایان‌نامه نوشت «پی‌نوشت: این ایده من بود که به شما بنویسم.»

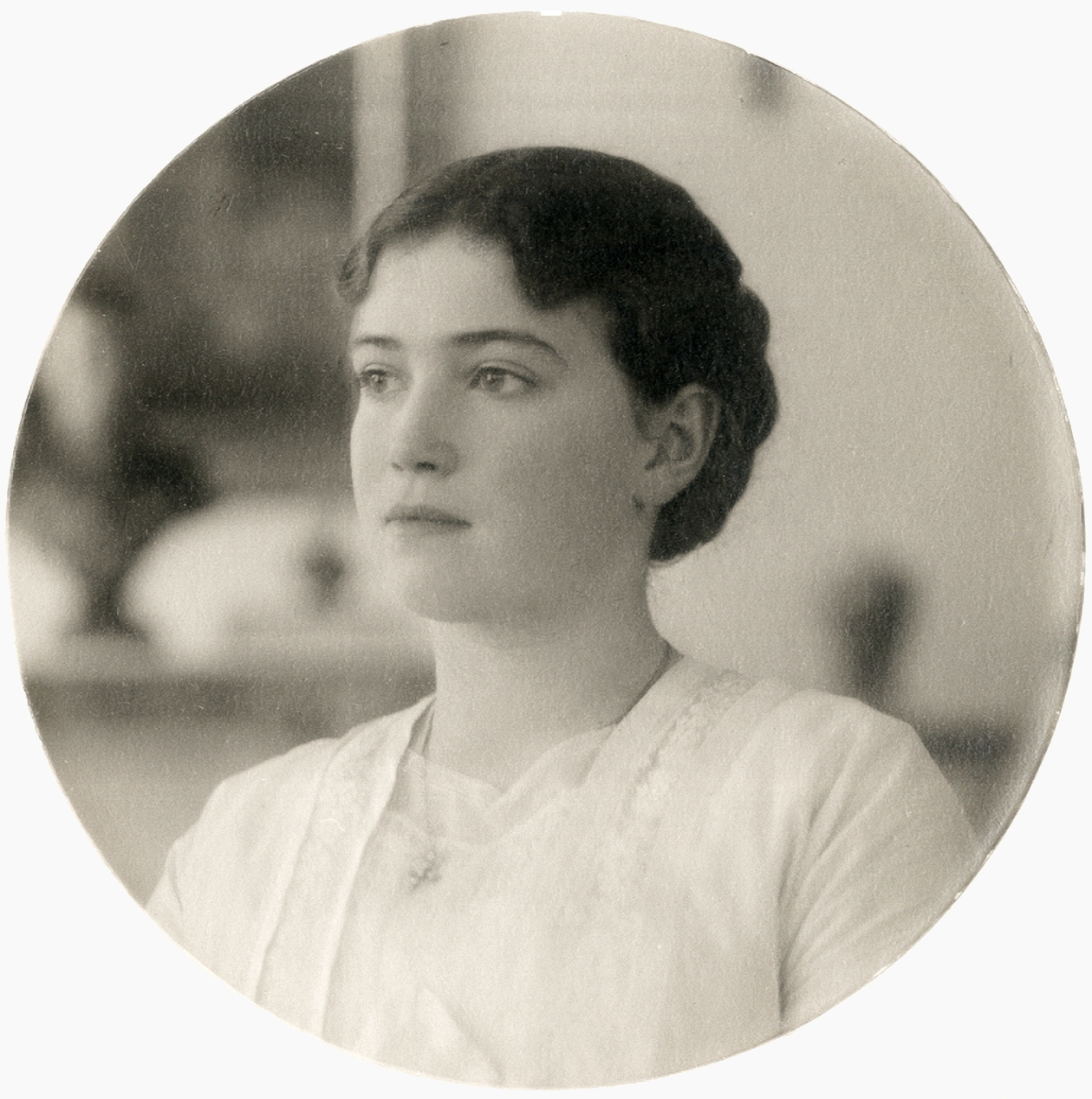
عکس ماریا نیکولایونا روسیه توسط اوژن فابرژه در سال ۱۹۱۴

ماریا بسیار به پدرش نزدیک بود. ایگر متوجه شد که عشق ماریا به پدرش «مشخص» بود و او اغلب سعی می‌کرد از اتاق کودکان فرار کند تا «پیش پاپا برود». وقتی نیکلاس به حصبه مبتلا شد، او هر شب تصویر کوچکی از او را غرق بوسه می‌کرد. همان‌طور که او و خانواده‌اش منتظر بازگشت پدرش به تزارسکویه سلو پس از کناره‌گیری‌اش بودند، او به سرخک مبتلا شد. وقتی هذیان می‌گفت، مدام تکرار می‌کرد «آه، من واقعاً می‌خواستم وقتی پاپا می‌آید بیدار باشم» تا اینکه هوشیاری‌اش را از دست داد.
به عنوان فرزند میانی خانواده، ماریا در مورد نقش خود احساس ناامنی می‌کرد و نگران بود که به اندازه خواهر و برادرانش دوست داشته نمی‌شود. ظاهراً او نگران بود که مادرش آناستازیا را به او ترجیح می‌دهد، زیرا الکساندرا یادداشتی برایش فرستاد «من با آناستازیا رازی ندارم، من رازها را دوست ندارم.» الکساندرا یادداشت دیگری برای ماریا فرستاد: «فرزند شیرین، باید به من قول بدهی که دیگر هرگز فکر نکنی هیچکس تو را دوست ندارد. چطور چنین فکر فوق‌العاده‌ای وارد سر کوچکت شد؟ سریع آن را بیرون کن.» ماریا که از طرف خواهران بزرگترش طرد شده بود، سعی کرد با دخترعمویش پرنسس ایرینا الکساندروونا دوست شود، اما الکساندرا به او هشدار داد که این فقط باعث می‌شود خواهرانش «تصور کنند… که تو نمی‌خواهی با آنها باشی.»

## رابطه با راسپوتین

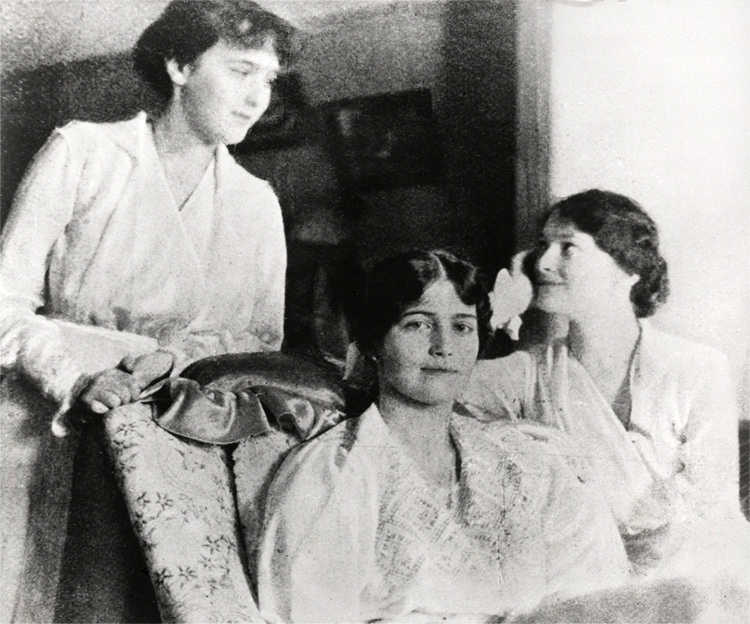
دوشس بزرگ ماریا (وسط) پس از بیماری‌اش با آناستازیا و تاتیانا در سال ۱۹۱۷

ماریا، مانند تمام خانواده‌اش، شیفته وارث مدت‌ها منتظر مانده تزارویچ آلکسی، یا «بیبی» بود، که از عوارض مکرر هموفیلی رنج می‌برد و چندین بار تا مرز مرگ پیش رفت. مادرش به مشاوره گریگوری راسپوتین، یک دهقان روسی و استارتس یا «مرد مقدس» سرگردان، متکی بود و دعاهای او را عامل نجات تزارویچ بیمار در موارد متعدد می‌دانست. به ماریا و خواهر و برادرانش نیز آموخته شده بود که راسپوتین را به عنوان «دوست ما» ببینند و رازهایشان را با او در میان بگذارند. در پاییز ۱۹۰۷، عمه ماریا دوشس بزرگ اولگا الکساندروونا روسیه توسط تزار به اتاق کودکان برده شد تا با راسپوتین ملاقات کند. ماریا، خواهرانش و برادرش آلکسی همگی لباس خواب سفید بلند خود را پوشیده بودند. «به نظر می‌رسید همه بچه‌ها او را دوست داشتند،» اولگا الکساندروونا به یاد آورد. «آنها کاملاً با او راحت بودند.»
دوستی راسپوتین با فرزندان امپراتوری در پیام‌هایی که برای آنها می‌فرستاد آشکار بود. "مروارید عزیز من، م!" راسپوتین در یک تلگرام در سال ۱۹۰۸ به ماریای نه ساله نوشت. "به من بگو چگونه با دریا، با طبیعت صحبت کردی! دلم برای روح ساده تو تنگ شده است. به زودی همدیگر را خواهیم دید! یک بوسه بزرگ." در تلگرام دوم، راسپوتین به کودک گفت: "م عزیز من! دوست کوچک من! خداوند به تو کمک کند تا صلیبت را با خرد و شادی در مسیح حمل کنی. این دنیا مانند روز است، نگاه کن الان شب شده است. پس با نگرانی‌های دنیا نیز چنین است." در فوریه ۱۹۰۹، راسپوتین برای همه فرزندان امپراتوری تلگرامی فرستاد و به آنها توصیه کرد «تمام طبیعت خدا را دوست داشته باشید، تمام مخلوقات او را به ویژه این زمین را. مادر خدا همیشه با گل‌ها و خیاطی مشغول بود.»

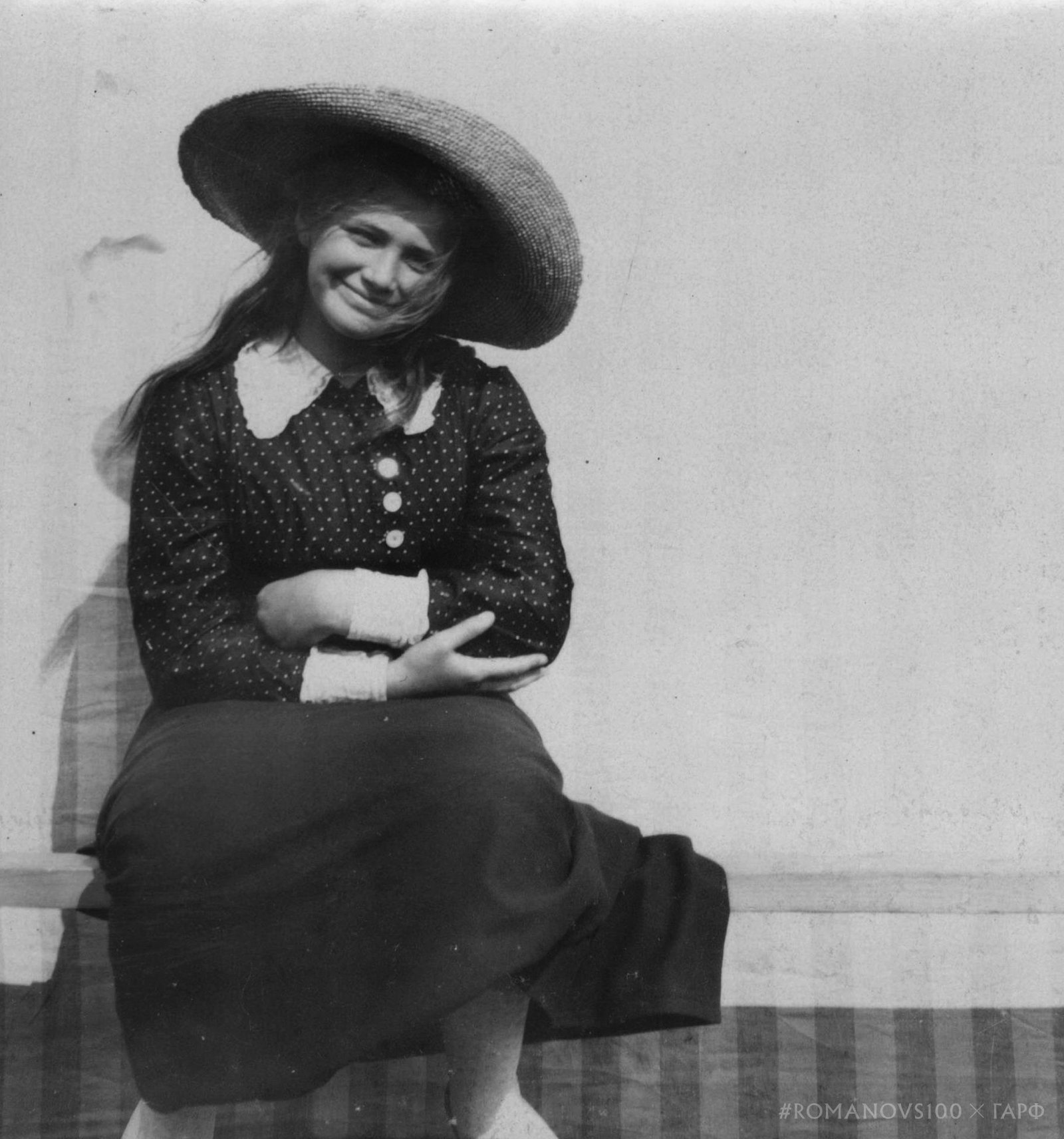
دوشس بزرگ ماریا در حال لبخند زدن، فنلاند، حدود ۱۹۱۲.

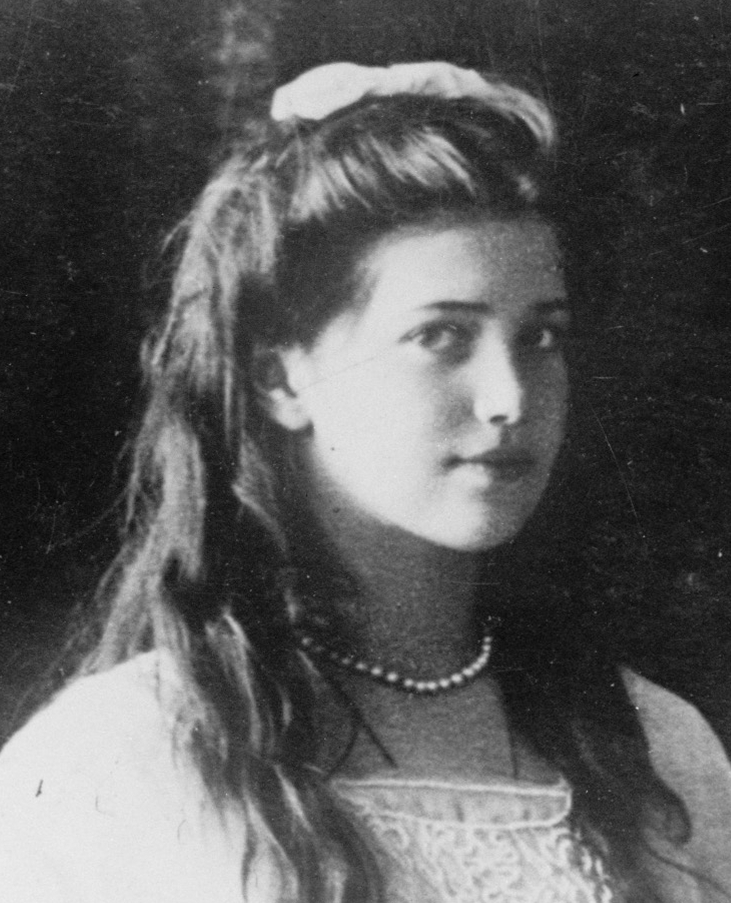
دوشس بزرگ ماریا در سال ۱۹۱۴.

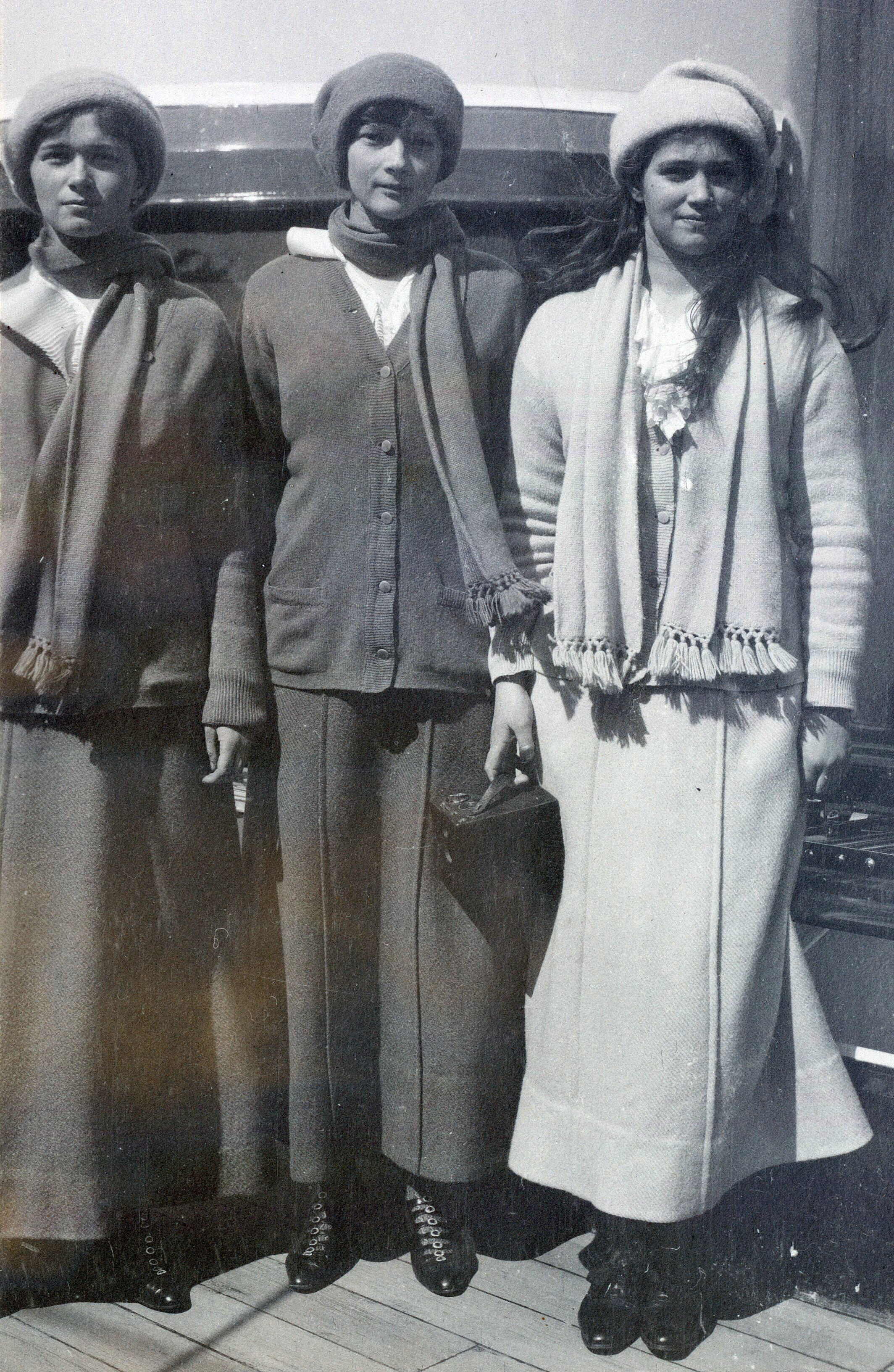
دوشس‌های بزرگ اولگا، تاتیانا و ماریا در عرشه قایق تفریحی امپراتوری در سال ۱۹۱۴. با سپاس از: کتابخانه بینکه.

یکی از معلم‌های دختران، سوفیا ایوانوونا تیوتچوا، در سال ۱۹۱۰ وحشت‌زده شد زیرا به راسپوتین اجازه داده شد به اتاق کودکان وقتی که چهار دختر در لباس خواب بودند، وارد شود. تیوتچوا می‌خواست راسپوتین از ورود به اتاق کودکان منع شود. در واکنش به شکایت‌های تیوتچوا، نیکولاس از راسپوتین خواست تا به بازدیدهایش از اتاق کودکان پایان دهد. «من خیلی می‌ترسم که س.ای. بتواند… دربارهٔ دوست ما چیز بدی بگوید،» خواهر دوازده‌ساله ماریا، تاتیانا، در ۸ مارس ۱۹۱۰ به مادرش نوشت، پس از اینکه از آلکساندرا خواهش کرد او را برای انجام کاری که دوست نداشت، ببخشد. «امیدوارم پرستار ما اکنون با دوست ما مهربان باشد.» آلکساندرا در نهایت تیوتچوا را اخراج کرد.
تیوتچوا داستان خود را به دیگر اعضای خانواده برد، که از این گزارش‌ها شوکه شدند، هرچند تماس‌های راسپوتین با کودکان طبق همه گزارش‌ها کاملاً بی‌گناهانه بود. خواهر نیکولاس، گراند دوشس زنیا الکساندروونا روسیه از داستان تیوتچوا وحشت‌زده شد. او در ۱۵ مارس ۱۹۱۰ نوشت که نمی‌تواند «... رفتار آلکساندرا و فرزندان نسبت به آن گریگوری شوم را درک کند (که آنها او را تقریباً یک قدیس می‌دانند، در حالی که در واقع او فقط یک خلیست است!) او همیشه آنجاست، به اتاق کودکان می‌رود، از اولگا و تاتیانا در حالی که آنها برای خواب آماده می‌شوند دیدار می‌کند، آنجا می‌نشیند و با آنها صحبت می‌کند و آنها را نوازش می‌کند. آنها مراقب هستند که او را از سوفیا ایوانوونا پنهان کنند، و کودکان جرأت نمی‌کنند با او دربارهٔ راسپوتین صحبت کنند. همه اینها کاملاً باورنکردنی و فراتر از درک است.»
یکی دیگر از معلم‌های اتاق کودکان در بهار ۱۹۱۰ ادعا کرد که توسط راسپوتین مورد تجاوز قرار گرفته است. ماریا ایوانوونا ویشنیاکووا در ابتدا از عاشقان راسپوتین بود، اما بعداً از او سرخورده شد. امپراتریس حاضر نشد ویشنیاکووا را باور کند «و گفت که هر کاری که راسپوتین انجام می‌دهد مقدس است». به گراند دوشس اولگا الکساندروونا گفته شد که ادعای ویشنیاکووا بلافاصله مورد بررسی قرار گرفته است، اما «آنها زن جوان را در بستر با یک قزاق گارد امپراتوری گرفتند.» ویشنیاکووا در سال ۱۹۱۳ از سمت خود برکنار شد.
در جامعه زمزمه می‌شد که راسپوتین نه تنها تزارینا بلکه چهار گراند دوشس را نیز اغوا کرده است. راسپوتین نامه‌های پرشور نوشته شده به او توسط تزارینا و چهار گراند دوشس را منتشر کرده بود. این نامه‌ها در سراسر جامعه پخش شد و به شایعات دامن زد. کاریکاتورهای مستهجن نیز پخش شد که راسپوتین را در حال رابطه جنسی با امپراتریس نشان می‌داد، با چهار دخترش و آنا ویروبووا برهنه در پس‌زمینه. نیکولاس به راسپوتین دستور داد برای مدتی سن پترزبورگ را ترک کند، که این امر باعث ناراحتی آلکساندرا شد، و راسپوتین به زیارت فلسطین رفت. علی‌رغم این رسوایی، ارتباط خانواده سلطنتی با راسپوتین تا زمانی که راسپوتین در ۱۷ دسامبر ۱۹۱۶ به قتل رسید، ادامه داشت. «دوست ما از دخترهای ما بسیار راضی است، می‌گوید آنها برای سن خود از 'دوره‌های' سنگینی گذشته‌اند و روح آنها بسیار تکامل یافته است،» آلکساندرا در ۶ دسامبر ۱۹۱۶ به نیکولاس نوشت. آ.آ. موردوینوف در خاطرات خود گزارش داد که چهار گراند دوشس در شب دریافت خبر مرگ راسپوتین «سرد و به وضوح به شدت ناراحت» به نظر می‌رسیدند و «نزدیک به هم روی یک مبل جمع شده بودند». موردوینوف گزارش داد که زنان جوان در حالت غم‌انگیزی بودند و به نظر می‌رسید آشوب سیاسی که قرار بود آزاد شود را حس می‌کردند. راسپوتین با یک شمایل که در پشت آن توسط ماریا، خواهرانش و مادرش امضا شده بود، دفن شد. ماریا در تشییع جنازه راسپوتین در ۲۱ دسامبر ۱۹۱۶ شرکت کرد و خانواده‌اش قصد داشتند کلیسایی بر روی محل مزار او بسازند.

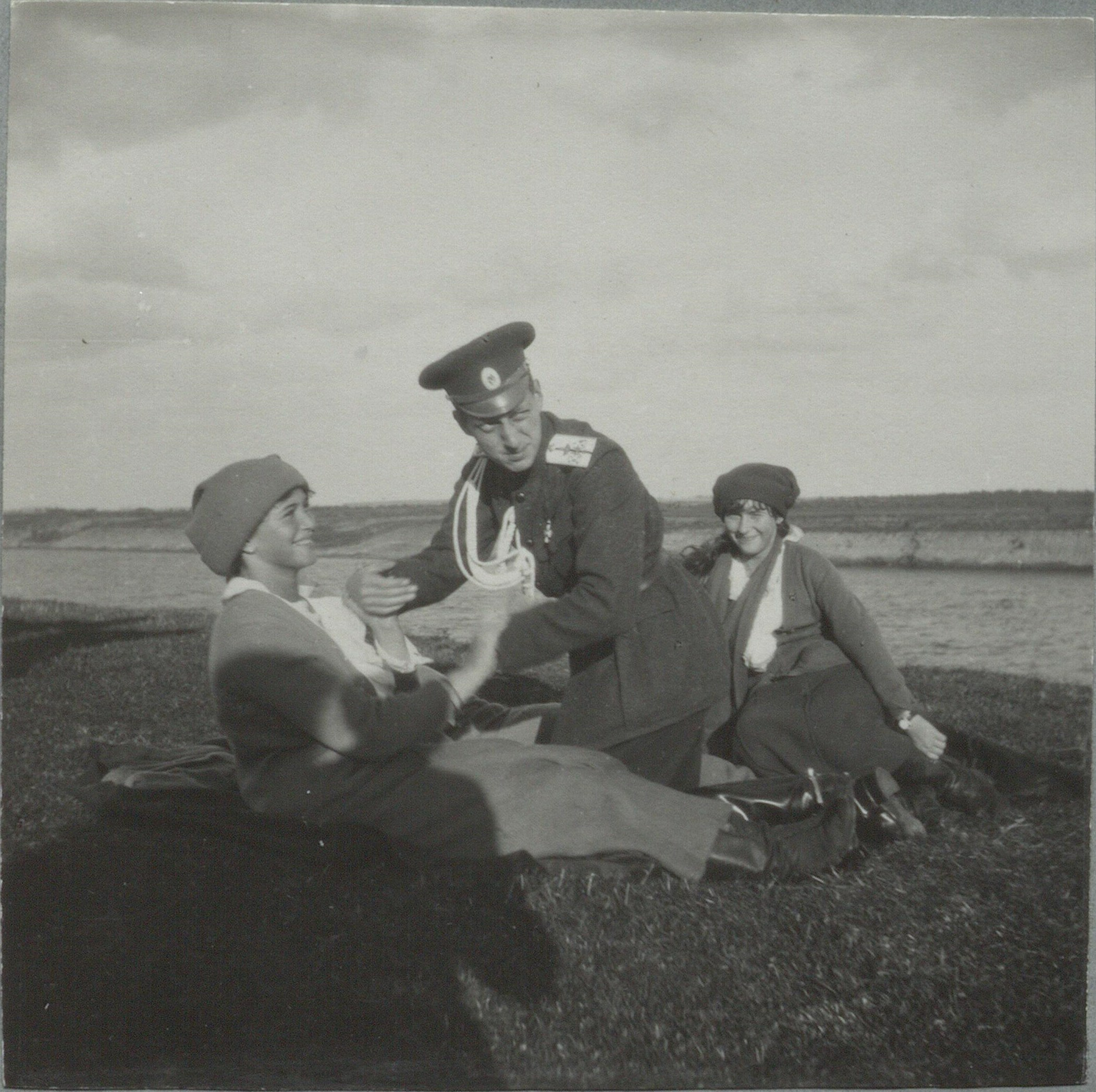
گراند دوشس ماریا، سمت چپ، و آناستازیا نیکولایونا در حال شوخی با پسرعموی خود گراند دوک دمیتری پاولوویچ، حدود ۱۹۱۶.

ماریا، مانند مادرش، احتمالاً حامل ژن هموفیلی بود و ممکن بود بیماری را به نسل دیگری منتقل کند اگر زنده می‌ماند تا بچه‌هایی را که رویایش را داشت، داشته باشد. یکی از برادران آلکساندرا و دو برادرزاده‌اش، و همچنین یکی از عموهای مادری‌اش و دو فرزند یکی از دخترعموهای درجه اولش همگی به هموفیلی مبتلا بودند، همان‌طور که برادر ماریا، آلکسی. خود ماریا گزارش شده است که در دسامبر ۱۹۱۴ طی عملی برای خارج کردن لوزه‌هایش دچار خونریزی شد، طبق گفته عمه پدری‌اش گراند دوشس اولگا الکساندروونا روسیه، که بعدها در زندگی‌اش با او مصاحبه شد. پزشکی که عمل را انجام می‌داد آنقدر مضطرب بود که مادر ماریا، تزارینا آلکساندرا، باید به او دستور می‌داد تا ادامه دهد. اولگا الکساندروونا گفت که معتقد بود هر چهار برادرزاده‌اش بیش از حد نرمال خونریزی می‌کردند و معتقد بود آنها مانند مادرشان حامل ژن هموفیلی هستند. حاملین علامت‌دار این ژن، در حالی که خودشان هموفیلی نیستند، می‌توانند علائم هموفیلی داشته باشند از جمله فاکتور انعقاد خون پایین‌تر از حد نرمال که می‌تواند منجر به خونریزی شدید در طول زایمان یا اعمال جراحی مانند برداشتن لوزه شود. آزمایش DNA روی بقایای خانواده سلطنتی در سال ۲۰۰۹ ثابت کرد که آلکسی از هموفیلی B رنج می‌برد، فرم نادرتری از بیماری. همان آزمایش ثابت کرد که مادرش و یکی از چهار گراند دوشس حامل بودند. روس‌ها گراند دوشسی را که حامل ژن بود آناستازیا می‌دانند، اما دانشمندان آمریکایی این زن جوان را ماریا شناسایی کردند.

## انقلاب و اسارت

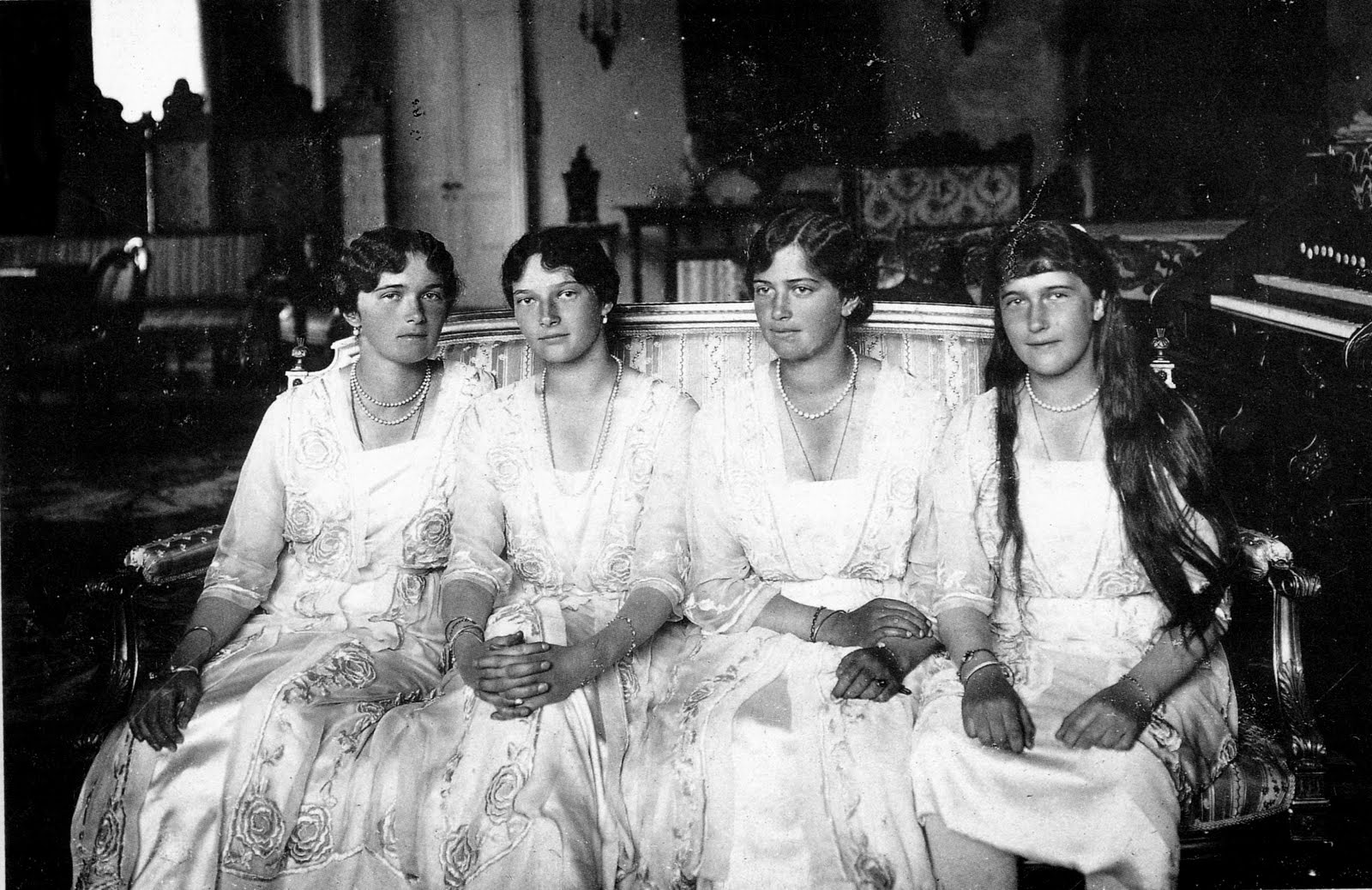
گراند دوشس‌های اولگا، تاتیانا، ماریا و آناستازیا در یک پرتره رسمی گرفته شده در سال ۱۹۱۶.

انقلاب در بهار ۱۹۱۷ در سن پترزبورگ آغاز شد. در اوج آشوب، ماریا و خواهر و برادرانش به سرخک مبتلا شدند. تزارینا از انتقال کودکان به اقامتگاه امن امپراتوری در گاتچینا خودداری می‌کرد، حتی با وجود اینکه به او توصیه شده بود چنین کند. ماریا آخرین نفر از پنج نفری بود که بیمار شد و، در حالی که هنوز سالم بود، منبع اصلی حمایت از مادرش بود. ماریا در شب ۱۳ مارس ۱۹۱۷ با مادرش بیرون رفت تا با سربازان التماس کند به خانواده امپراتوری وفادار بمانند. مدت کوتاهی پس از آن، این هفده‌ساله به سرخک و ذات‌الریه بدخیم مبتلا شد و تقریباً جان خود را از دست داد. تا زمانی که شروع به بهبود کرد، به او گفته نشد که پدرش از تخت سلطنت کناره‌گیری کرده است.
خانواده دستگیر و زندانی شدند، ابتدا در خانه‌شان در تسارسکویه سلو و بعداً در اقامتگاه‌هایی در توبولسک و یکاترینبورگ در سیبری. ماریا تلاش کرد هم در تسارسکویه سلو و هم در توبولسک با نگهبانان خود دوست شود و به زودی نام‌های آنها و جزئیاتی دربارهٔ همسران و فرزندانشان را یادگرفت. بی‌خبر از خطر خود، او در توبولسک اظهار داشت که خوشحال خواهد بود تا بی‌نهایت آنجا زندگی کند اگر فقط می‌توانست بدون اینکه مداوم نگهبانی شود، بیرون قدم بزند. با این حال، او آگاه بود که مدام تحت نظر است. ماریا و خواهرش آناستازیا در آوریل ۱۹۱۸ بیشتر نامه‌ها و خاطرات خود را سوزاندند زیرا می‌ترسیدند متعلقات آنها جستجو شود. هیچ‌کدام از دفترچه‌های خاطرات آناستازیا باقی نمانده است، اما سه عدد از دفترچه‌های ماریا هنوز موجود است: یکی از سال ۱۹۱۲، یکی از سال ۱۹۱۳، و یکی از سال ۱۹۱۶.
خانواده در آوریل ۱۹۱۸ به‌طور مختصر جدا شدند هنگامی که بلشویک‌ها نیکولاس، آلکساندرا، و ماریا را به یکاترینبورگ منتقل کردند. دختران بین خودشان تصمیم گرفتند که ماریا با والدین‌شان برود. اولگا از نظر عاطفی بیش از حد بی‌ثبات بود که کمک چندانی بکند، تاتیانای عاقل برای مراقبت از برادر بیمارشان نیاز بود، و آناستازیا بیش از حد جوان در نظر گرفته می‌شد. بقیه فرزندان در توبولسک جا ماندند زیرا برادر ماریا، آلکسی، پس از یک حمله شدید هموفیلی بیمار بود که پس از آن هرگز دوباره راه نرفت. چهار فرزند دیگر چند هفته بعد در یکاترینبورگ به خانواده خود پیوستند.
ماریا در نامه‌هایش به خواهر و برادرانش در توبولسک، ناراحتی خود را از محدودیت‌های جدید برای خانواده در یکاترینبورگ توصیف کرد. او و والدینش توسط نگهبانان در خانه ایپاتیف بازرسی شدند و به آنها هشدار داده شد که در معرض بازرسی‌های بیشتر قرار خواهند گرفت. یک حصار چوبی دور خانه نصب شد که دید آنها از خیابان را محدود می‌کرد. «آه، چقدر همه چیز اکنون پیچیده است،» او در ۲ مه ۱۹۱۸ نوشت. «ما هشت ماه به آرامی زندگی کردیم و حالا همه چیز دوباره شروع شده است.» ماریا وقت خود را با تلاش برای دوستی با اعضای گارد خانه ایپاتیف می‌گذراند. او به آنها عکس‌هایی از آلبوم‌های عکسش نشان می‌داد و با آنها دربارهٔ خانواده‌هایشان و امیدهای خودش برای یک زندگی جدید در انگلستان در صورت آزادی صحبت می‌کرد. الکساندر استرکوتین، یکی از نگهبانان، در خاطرات خود به یاد آورد که او «دختری بود که دوست داشت سرگرم شود». یکی دیگر از نگهبانان زیبایی تنومند ماریا را با قدردانی به یاد آورد و گفت که او حالت بزرگی به خود نمی‌گرفت. یک سرباز سابق به یاد آورد که ماریا اغلب توسط مادرش با «پچ‌پچ‌های سخت و عصبانی» سرزنش می‌شد، ظاهراً به خاطر اینکه با نگهبانان در یکاترینبورگ بیش از حد دوستانه رفتار می‌کرد. استرکوتین نوشت که گفتگوهای آنها همیشه با یکی از دختران که می‌گفت: «ما خیلی خسته‌ایم! در توبولسک همیشه کاری برای انجام دادن بود. می‌دانم! سعی کنید نام این سگ را حدس بزنید!» شروع می‌شد. دختران نوجوان از کنار نگهبانان می‌گذشتند، پچ‌پچ و خنده می‌کردند به شیوه‌ای که نگهبانان آن را عشوه‌گرانه می‌دانستند.
در خاطراتش، یک نگهبان به یاد آورد که در یک مورد یک نگهبان دیگر خود را فراموش کرد و در یکی از این ملاقات‌ها یک جوک زشت به گراند دوشس‌ها گفت. تاتیانای ناراحت، «رنگ پریده مثل مرگ» از اتاق بیرون دوید. ماریا به آن مرد نگاه کرد و گفت: «چرا شما از خودتان وقتی از چنین کلمات شرم‌آوری استفاده می‌کنید، متنفر نیستید؟ آیا تصور می‌کنید که می‌توانید یک زن خوب‌نسب را با چنین بذله‌گویی‌هایی جذب کنید و او نسبت به شما خوش‌رفتار باشد؟ مردان پالایش شده و محترمی باشید و سپس می‌توانیم با هم کنار بیاییم.» ایوان کلشچف، یک نگهبان ۲۱ ساله، اعلام کرد که قصد دارد با یکی از گراند دوشس‌ها ازدواج کند و اگر والدینش نه بگویند خودش او را از خانه ایپاتیف نجات خواهد داد.

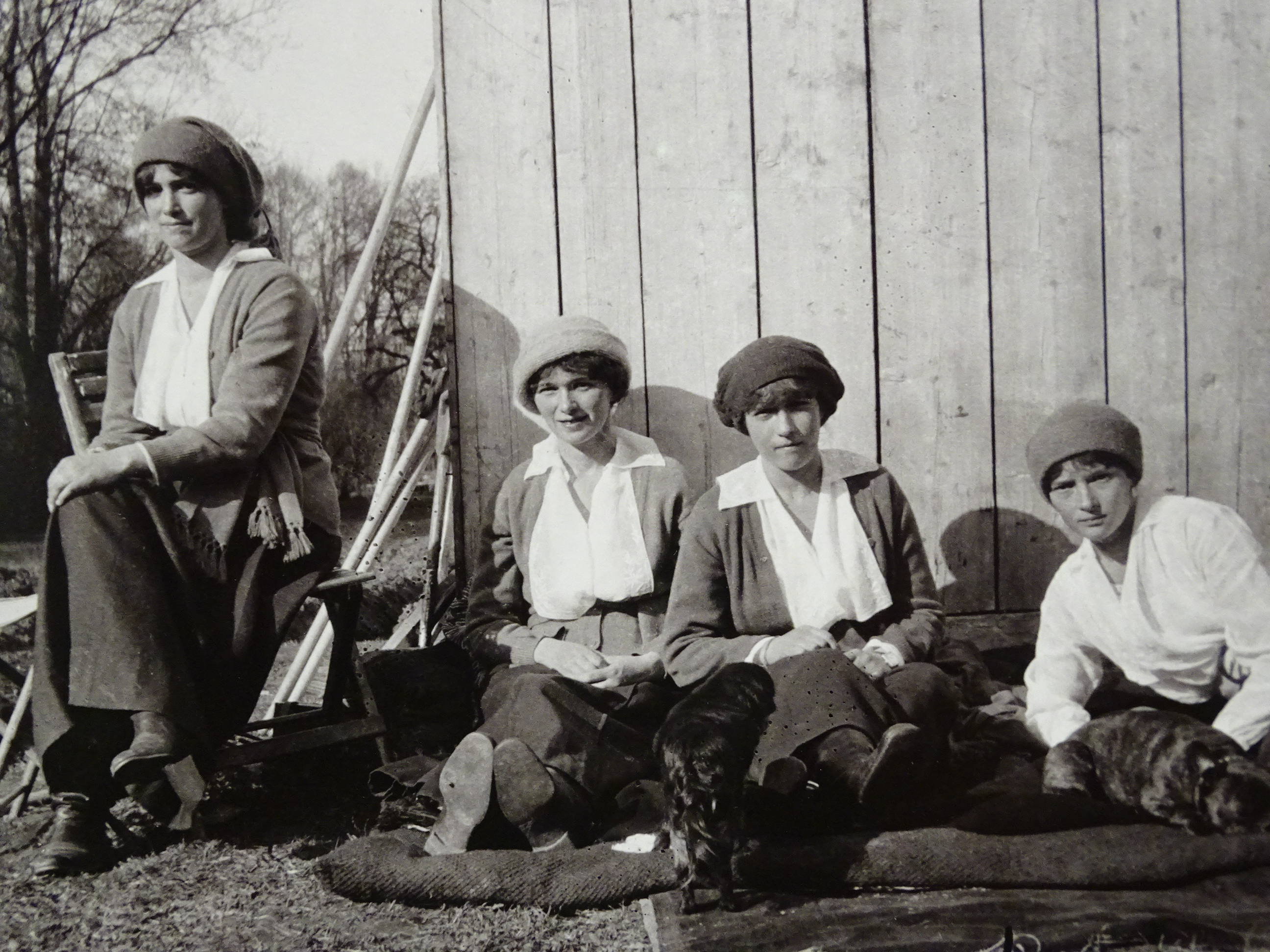
از چپ به راست، گراند دوشس‌های ماریا، اولگا، آناستازیا، و تاتیانا نیکولایونا در اسارت در تسارسکویه سلو در بهار ۱۹۱۷.

ادعا شده است توسط گرگ کینگ و پنی ویلسون که ایوان اسکوروخودوف، یکی دیگر از نگهبانان، یک کیک تولد را برای جشن نوزدهمین سالگرد تولد ماریا در ۲۶ ژوئن ۱۹۱۸ قاچاقی وارد کرد. آنها در ادعای خود ادامه دادند که ماریا برای لحظه‌ای خصوصی با ایوان اسکوروخودوف از گروه دور شد و هنگامی که دو تن از مافوق‌هایش بازرسی غافلگیرکننده‌ای از خانه انجام دادند، آنها را در وضعیتی مشکوک با هم پیدا کردند. آنها همچنین ادعا کردند اسکوروخودوف پس از اینکه اقدامات و دوستی او با گراند دوشس توسط افسران فرمانده‌اش کشف شد، از موقعیت خود برکنار شد و چندین نگهبان گزارش دادند که هم تزارینا و هم خواهر بزرگترش اولگا در روزهای پس از این حادثه با ماریا عصبانی به نظر می‌رسیدند و اولگا از همراهی او اجتناب می‌کرد.
با این حال، این ادعا توسط هلن آذر و جورج هاوکینز (بر اساس اطلاعات ارائه شده توسط مارگاریتا نلیپا) مورد اعتراض قرار گرفته است، که این داستان را به عنوان یک افسانه رد می‌کنند که بر اساس «مطلقاً هیچ شواهد دست اول» نیست. نویسندگان توجه می‌کنند که این داستان به نظر می‌رسد از روایت‌های ثابت شده غیرقابل اعتماد اعدام‌کننده پیتر ارماکوف نشأت می‌گیرد. اسکوروخودوف، در واقع، خانه ایپاتیف را به دلیل «بیماری و بستری شدن در بیمارستان به جای اخراج» ترک کرد. آنها همچنین گزارش می‌دهند که هر تخلف جزئی توسط نگهبانان منجر به زندانی شدن در زندان محلی می‌شد، که به غیرمحتمل بودن داستان می‌افزاید. علاوه بر این، آذر و هاوکینز توجه می‌کنند که هیچ شواهدی مبنی بر عصبانیت آلکساندرا و اولگا با ماریا وجود ندارد، و گزارش می‌دهند که این افسانه از یک عبارت بد تفسیر شده در یادداشت یوروفسکی نشأت می‌گیرد. یادداشت اصلی، به جای اشاره ضمنی ادعا شده که یک «روح امپراتوری» به دلیل رفتار نامناسب نیاز به عبور داشت، گزارش می‌دهد که شماس در واقع گفت «این چیزی است که قبلاً اتفاق افتاده و نه با چنین افراد مهمی. اگر کسی خرابش کند، می‌تواند باعث رسوایی شود، اما در این وضعیت، می‌توانیم آن را با روحیه خوب حل کنیم.» این در پاسخ به یوروفسکی بود که به شماس گفت می‌تواند مراسم را انجام دهد اما با خانواده امپراتوری صحبت نکند. در نتیجه، عبارتی که توسط کینگ و ویلسون به عنوان شواهدی از طرد ماریا ذکر شده است، بر چیزی بیش از «شاید ترجمه نادرست در انتشار اصلی که به حادثه ادعایی اشاره کرده است» مبتنی نیست.
در ۱۴ ژوئیه ۱۹۱۸، کشیشان محلی در یکاترینبورگ یک مراسم کلیسای خصوصی برای خانواده برگزار کردند و گزارش دادند که ماریا و خانواده‌اش، برخلاف رسم، در طول دعا برای مردگان به زانو افتادند. روز بعد، در ۱۵ ژوئیه، ماریا و خواهرانش در روحیه خوبی به نظر می‌رسیدند زیرا با یکدیگر شوخی می‌کردند و تخت‌ها را در اتاق خود جابجا می‌کردند تا زنان نظافتچی بازدیدکننده بتوانند کف را بسابند. آنها روی دست و زانوهایشان پایین آمدند تا به زنان کمک کنند و وقتی نگهبانان نگاه نمی‌کردند با آنها پچ‌پچ می‌کردند. هر چهار زن جوان دامن‌های بلند مشکی و بلوزهای ابریشمی سفید پوشیده بودند، همان لباسی که روز قبل پوشیده بودند. موهای کوتاهشان «آشفته و نامرتب» بود. آنها لاف می‌زدند که ماریا آنقدر قوی است که می‌تواند آلکسی را بلند کند و به زنان گفتند چقدر از فعالیت فیزیکی لذت می‌برند و آرزو می‌کردند کارهای بیشتری برای انجام دادن در خانه ایپاتیف داشته باشند. در بعد از ظهر ۱۶ ژوئیه ۱۹۱۸، آخرین روز کامل زندگی‌اش، ماریا با پدر و خواهرانش در باغ قدم زد و نگهبانان چیز غیرعادی در روحیه خانواده مشاهده نکردند. همان‌طور که خانواده آن شب شام می‌خوردند، یاکوف یوروفسکی، رئیس دسته، وارد شد و اعلام کرد که پسر آشپزخانه خانواده و هم‌بازی آلکسی، لئونید سدنف ۱۴ ساله، باید وسایلش را جمع کند و نزد یکی از اعضای خانواده برود. پسر در واقع به هتلی در آن طرف خیابان فرستاده شده بود زیرا نگهبانان نمی‌خواستند او را همراه با بقیه گروه رومانوف بکشند. خانواده، که از نقشه کشتن آنها بی‌خبر بودند، از غیبت سدنف که پس از اینکه پنج عضو دیگر از دسته آنها قبلاً فرستاده شده بودند، ناراحت و آشفته بودند. دکتر بوتکین و تاتیانا آن شب، برای آخرین بار، به دفتر یوروفسکی رفتند تا برای بازگشت پسر آشپزخانه که آلکسی را در طول ساعات طولانی اسارت سرگرم می‌کرد، درخواست کنند. یوروفسکی با گفتن اینکه پسر به زودی برمی‌گردد آنها را آرام کرد، اما خانواده قانع نشدند.

## مرگ

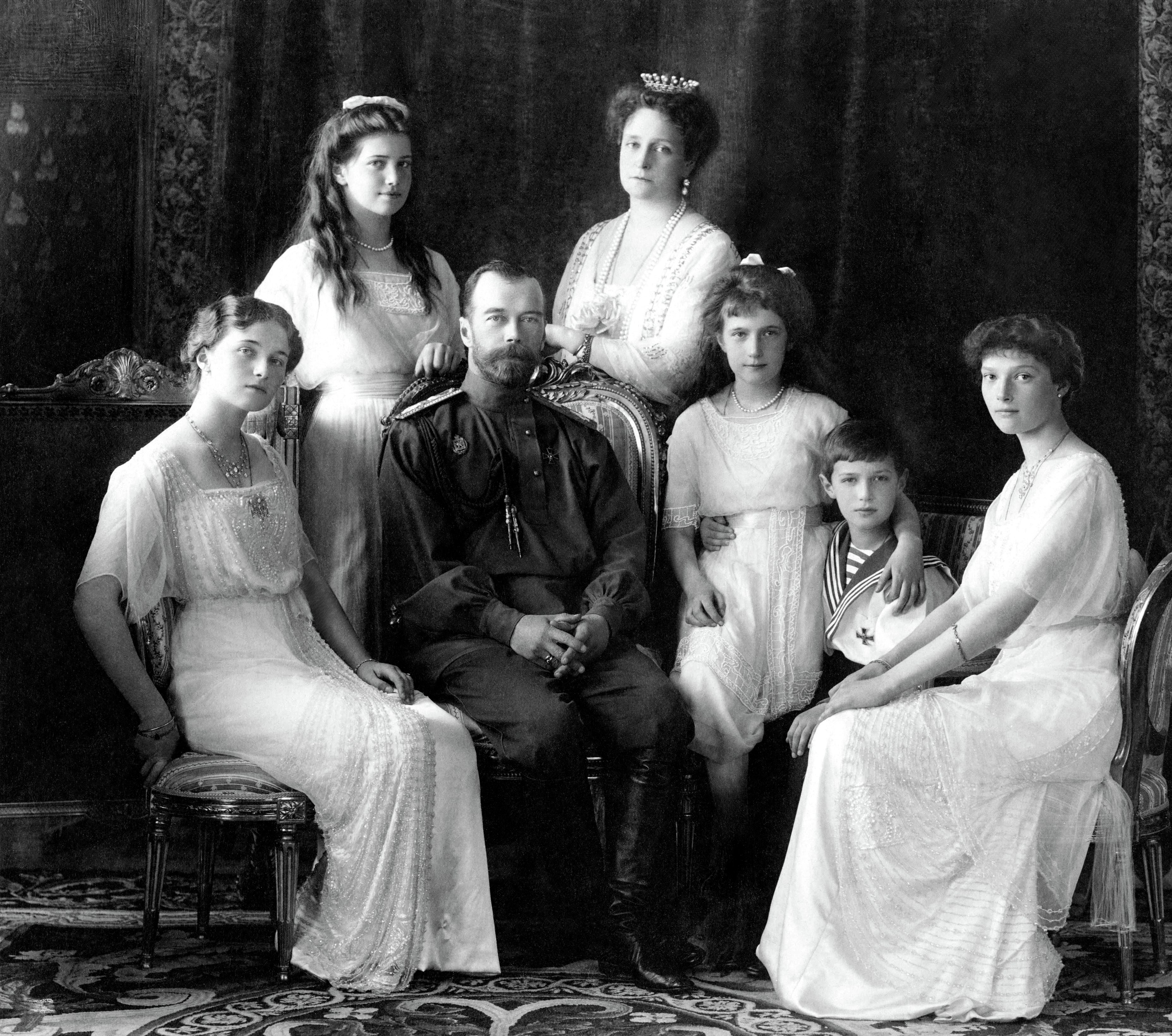
خانواده امپراتوری روسیه، ۱۹۱۳

دیروقت آن شب، در شب ۱۶ ژوئیه، خانواده بیدار شدند و به آنها گفته شد به طبقه پایین خانه بیایند زیرا در شهر بزرگ ناآرامی وجود داشت و آنها باید برای امنیت خودشان جابجا می‌شدند. خانواده از اتاق‌هایشان بیرون آمدند و بالش‌ها، کیف‌ها، و اقلام دیگری را حمل می‌کردند تا آلکساندرا و آلکسی راحت باشند. آناستازیا یکی از سه سگ خانواده، یک اسپانیل کینگ چارلز به نام جیمی را حمل می‌کرد. خانواده مکث کردند و وقتی خرس مادر تاکسیدرمی شده و توله‌هایی که روی پاگرد ایستاده بودند را دیدند، خود را صلیب کشیدند، شاید به عنوان نشانه احترام برای مردگان. نیکولاس به خدمتکاران و خانواده گفت «خب، ما داریم از این مکان خارج می‌شویم.» آنها از نگهبانان سؤالاتی پرسیدند اما به نظر نمی‌رسید مشکوک باشند که قرار است کشته شوند. یوروفسکی، که یک عکاس حرفه‌ای بود، خانواده را هدایت کرد تا موقعیت‌های مختلفی را بگیرند همان‌طور که یک عکاس ممکن است بخواهد. آلکساندرا، که برای خود و آلکسی صندلی درخواست کرده بود، در سمت چپ پسرش نشست. تزار پشت آلکسی ایستاد، دکتر بوتکین در سمت راست تزار ایستاد، ماریا و خواهرانش همراه با خدمتکاران پشت آلکساندرا ایستادند. آنها برای حدود نیم ساعت تنها گذاشته شدند در حالی که آمادگی‌های بیشتری انجام می‌شد. گروه در این مدت کم صحبت کردند، اما آلکساندرا به انگلیسی با دختران پچ‌پچ می‌کرد، که قوانین نگهبانان را که باید به روسی صحبت کنند، نقض می‌کرد. یوروفسکی وارد شد، به آنها دستور داد بایستند، و حکم اعدام را خواند. ماریا و خانواده‌اش فقط وقت داشتند چند صدای نامفهوم از شوک یا اعتراض را بیان کنند قبل از اینکه جوخه مرگ تحت فرمان یوروفسکی شروع به تیراندازی کند. ساعات اولیه ۱۷ ژوئیه ۱۹۱۸ بود.
اولین رگبار گلوله تزار، امپراتریس و دو خدمتکار مرد را کشت، و پزشک خانواده و ندیمه امپراتریس را زخمی کرد. ماریا سعی کرد از درهای پشت اتاق که به انباری منتهی می‌شد، فرار کند، اما درها میخکوب شده بودند. صدای جغجغه درها توجه کمیسر نظامی مست پیتر ارماکوف را جلب کرد. لایه سنگینی از دود از تیراندازی و از گرد و غبار گچ آزاد شده از دیوارها توسط گلوله‌های سرگردان در اتاق جمع شده بود، و تیراندازان فقط می‌توانستند بدن پایین کسانی را که هنوز زنده بودند ببینند. ارماکوف به ماریا شلیک کرد، و گلوله او به ران او برخورد کرد. او با آناستازیا و دمیدووا به زمین افتاد و در آنجا ناله می‌کرد. قاتلان سپس اتاق را برای چند دقیقه ترک کردند تا مه پاک شود، و وقتی برگشتند دکتر بوتکین، تزارویچ آلکسی و گراند دوشس‌های اولگا و تاتیانا را کشتند. ارماکوف سپس به ماریای زخمی و آناستازیا، که هنوز آسیبی ندیده بود، روی آورد. او با ماریا درگیر شد و سعی کرد او را با سرنیزه بزند. جواهرات دوخته شده در لباس‌هایش از او محافظت کرد، و او گفت در نهایت به سر او شلیک کرد. اما جمجمه‌ای که تقریباً قطعاً متعلق به ماریاست، هیچ زخم گلوله‌ای ندارد. شاید ارماکوف مست زخمی در پوست سر وارد کرد، او را بیهوش کرد و جریان قابل توجهی از خون ایجاد کرد، که باعث شد ارماکوف فکر کند او را کشته است. او سپس با آناستازیا درگیر شد، که او نیز ادعا کرد به سر او شلیک کرده است. همان‌طور که اجساد از خانه خارج می‌شدند، ماریا و آناستازیا به هوش آمدند و جیغ کشیدند. ارماکوف سعی کرد دوباره او را با سرنیزه بزند اما موفق نشد، و به صورت او ضربه زد تا ساکت شد. ناحیه صورت جمجمه ماریا واقعاً تخریب شده بود، اما یوروفسکی نوشت که صورت قربانیان در محل دفن با قنداق تفنگ خرد شده بود. اگرچه ماریا بدون شک با خانواده‌اش مرد، علت دقیق مرگ او همچنان یک راز باقی مانده است.

## ادعاهای زنده ماندن

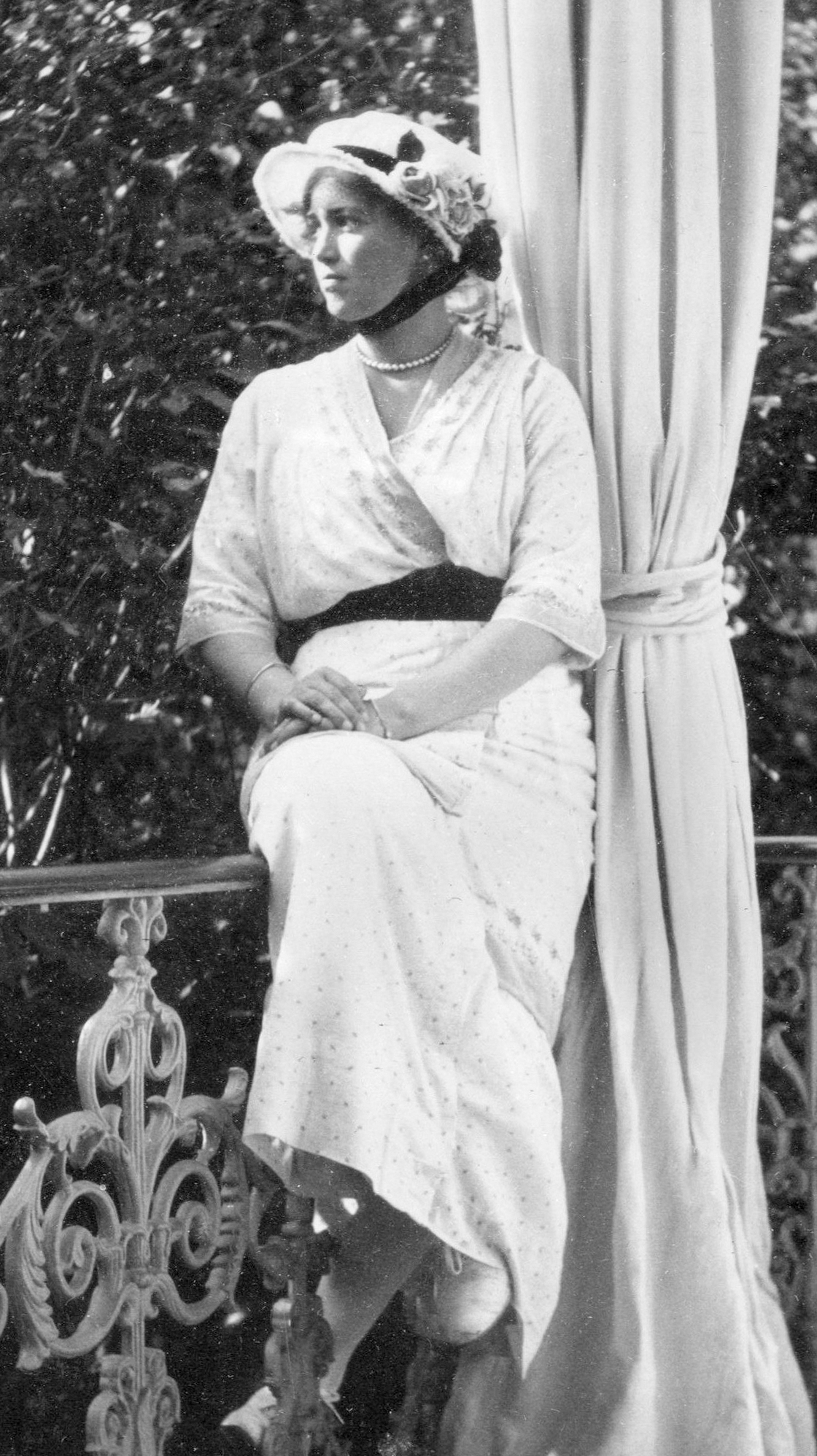
گراند دوشس ماریا در سال ۱۹۱۵.

برای دهه‌ها (تا زمانی که همه اجساد پیدا و شناسایی شدند، به زیر مراجعه کنید) تئوری‌پردازان توطئه پیشنهاد کردند که یک یا چند نفر از خانواده به نحوی از کشتار جان سالم به در بردند. چندین نفر ادعا کردند که اعضای زنده مانده خانواده رومانوف پس از قتل‌ها هستند.
طبق نظر توطئه‌گران، ممکن است فرصتی برای یک یا چند نفر از نگهبانان برای نجات بازمانده (های) احتمالی وجود داشته باشد. یوروفسکی از نگهبانان خواست به دفتر او بیایند و اقلامی را که پس از قتل‌ها دزدیده بودند، تحویل دهند. گزارش شده است که مدت زمانی وجود داشت که اجساد قربانیان در کامیون، در زیرزمین، و در راهروی خانه عمدتاً بدون مراقبت رها شده بودند. برخی از نگهبانانی که در قتل‌ها شرکت نکرده بودند و نسبت به گراند دوشس‌ها همدردی داشتند، با اجساد در زیرزمین تنها گذاشته شدند.
حداقل دو نفر از گراند دوشس‌ها گمان می‌رفت که از حمله اولیه به خانواده امپراتوری جان سالم به در برده‌اند. دو نفر از گراند دوشس‌ها، ماریا و آناستازیا، «نشستند و جیغ کشیدند» هنگامی که آنها را به کامیون منتظر می‌بردند. سپس دوباره به آنها حمله شد. ادعاهایی مبنی بر زنده ماندن ماریا وجود داشت. مردی به نام آلکس بریمیر ادعا کرد نوه ماریا «پرنس آلکسیس د'آنژو دو بوربون-کنده رومانوف-دولگوروکی» است. او گفت ماریا به رومانی فرار کرده، ازدواج کرده و دختری به نام اولگا-بئاتا داشته است. اولگا-بئاتا سپس ظاهراً ازدواج کرده و پسری به نام «پرنس آلکسیس» داشته است. بریمیر پس از اینکه در سال ۱۹۷۱ توسط خانواده دولگوروکی و انجمن بازماندگان اشراف روسی بلژیک مورد شکایت قرار گرفت، به ۱۸ ماه زندان محکوم شد. دو زن جوان که ادعا می‌کردند ماریا و خواهرش آناستازیا هستند، در سال ۱۹۱۹ توسط یک کشیش در کوه‌های اورال پذیرفته شدند، جایی که تا زمان مرگشان در سال ۱۹۶۴ به عنوان راهبه زندگی کردند. آنها تحت نام‌های آناستازیا و ماریا نیکولایونا دفن شدند.

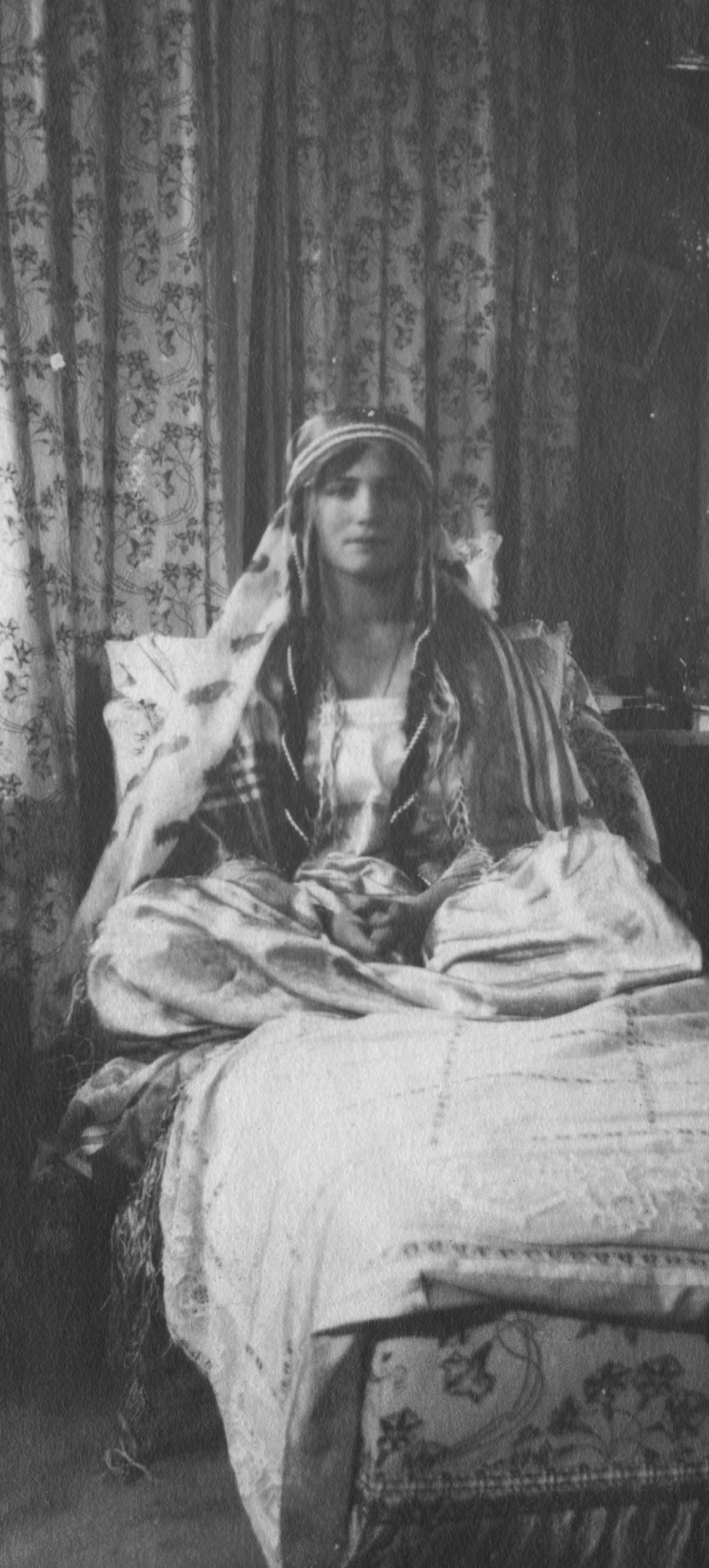
ماریا نیکولایونا رومانووا در لباس در کاخ الکساندر، ۱۹۱۶

تا سال ۲۰۰۴، گابریل لوئیس دووال کتابی به نام «یک پرنسس در خانواده» نوشت، و ادعا کرد که مادربزرگ خوانده او «مادربزرگ آلینا» ممکن است گراند دوشس ماریا بوده باشد. طبق گفته دووال، مادربزرگ آلینا با مردی به نام فرانک ازدواج کرد و به آفریقای جنوبی مهاجرت کرد. او بعداً با خانواده او زندگی کرد تا اینکه در سال ۱۹۶۹ درگذشت. جسد او نبش قبر شد، اما DNA آنقدر تخریب شده بود که برای تعیین اینکه آیا او DNA مشترکی با خانواده امپراتوری داشت یا نه، مفید نبود. بیشتر مورخان همچنان (که بعداً ثابت شد حق با آنها بوده) ادعاهایی مبنی بر اینکه ماریا یا هر عضو دیگری از خانواده از قتل‌ها جان سالم به در برده باشند را رد می‌کردند.

## شجرنامه
| \| \| \| \| \| \| \| \| \| \| \| ۸. الکساندر دوم از روسیه \| \| \| \| \| \| \| \| \| \| \| \| \| \| \| \| \| \| \| \| \| \| \| \| \| \| \| \| \| \| \| \| \| \| \| \| \| \| \| \| \| \| \| \| \| \| \| \| \| \| \| ۴. الکساندر سوم از روسیه \| \| \| \| \| \| \| \| \| \| \| \| \| \| \| \| \| \| \| \| \| \| \| \| \| \| \| \| \| \| \| \| \| \| \| \| \| \| \| \| \| \| \| \| \| \| \| \| \| \| \| \| \| \| \| \| \| \| \| \| ۹. ماریا الکساندروونا \| \| \| \| \| \| \| \| \| \| \| \| \| \| \| \| \| \| \| \| \| \| \| \| \| \| \| \| \| \| \| \| \| \| \| \| \| \| \| \| \| \| \| \| \| \| \| \| \| \| \| \| \| \| \| \| \| \| \| \| ۲. نیکلاس دوم از روسیه \| \| \| \| \| \| \| \| \| \| \| \| \| \| \| \| \| \| \| \| \| \| \| \| \| \| \| \| \| \| \| \| \| \| \| \| \| \| \| \| \| \| \| \| \| \| \| \| \| \| \| \| \| \| \| \| \| \| \| \| ۱۰. کریستین نهم دانمارک \| \| \| \| \| \| \| \| \| \| \| \| \| \| \| \| \| \| \| \| \| \| \| \| \| \| \| \| \| \| \| \| \| \| \| \| \| \| \| \| \| \| \| \| \| \| \| \| \| \| \| \| \| \| \| \| \| \| \| \| ۵. پرنسس داگمار دانمارک \| \| \| \| \| \| \| \| \| \| \| \| \| \| \| \| \| \| \| \| \| \| \| \| \| \| \| \| \| \| \| \| \| \| \| \| \| \| \| \| \| \| \| \| \| \| \| \| \| \| \| \| \| \| \| \| \| \| \| \| ۱۱. پرنسس لوئیز هسه-کاسل \| \| \| \| \| \| \| \| \| \| \| \| \| \| \| \| \| \| \| \| \| \| \| \| \| \| \| \| \| \| \| \| \| \| \| \| \| \| \| \| \| \| \| \| \| \| \| \| \| \| \| \| \| \| \| \| \| \| \| \| ۱. دوک بزرگ ماریا نیکلاونا از روسیه \| \| \| \| \| \| \| \| \| \| \| \| \| \| \| \| \| \| \| \| \| \| \| \| \| \| \| \| \| \| \| \| \| \| \| \| \| \| \| \| \| \| \| \| \| \| \| \| \| \| \| \| \| \| \| \| \| \| \| \| ۱۲. شاهزاده کارل هسن و راین \| \| \| \| \| \| \| \| \| \| \| \| \| \| \| \| \| \| \| \| \| \| \| \| \| \| \| \| \| \| \| \| \| \| \| \| \| \| \| \| \| \| \| \| \| \| \| \| \| \| \| \| \| \| \| \| \| \| \| \| ۶. لودویگ چهارم، دوک بزرگ هسن \| \| \| \| \| \| \| \| \| \| \| \| \| \| \| \| \| \| \| \| \| \| \| \| \| \| \| \| \| \| \| \| \| \| \| \| \| \| \| \| \| \| \| \| \| \| \| \| \| \| \| \| \| \| \| \| \| \| \| \| ۱۳. شاهدخت الیزابت پروس \| \| \| \| \| \| \| \| \| \| \| \| \| \| \| \| \| \| \| \| \| \| \| \| \| \| \| \| \| \| \| \| \| \| \| \| \| \| \| \| \| \| \| \| \| \| \| \| \| \| \| \| \| \| \| \| \| \| \| \| ۳. آلکساندرا فیودوروفنا، ملکه روسیه \| \| \| \| \| \| \| \| \| \| \| \| \| \| \| \| \| \| \| \| \| \| \| \| \| \| \| \| \| \| \| \| \| \| \| \| \| \| \| \| \| \| \| \| \| \| \| \| \| \| \| \| \| \| \| \| \| \| \| \| ۱۴. آلبرت ساکس کوبورگ و گوتا \| \| \| \| \| \| \| \| \| \| \| \| \| \| \| \| \| \| \| \| \| \| \| \| \| \| \| \| \| \| \| \| \| \| \| \| \| \| \| \| \| \| \| \| \| \| \| \| \| \| \| \| \| \| \| \| \| \| \| \| ۷. پرنسس آلیس بریتانیا \| \| \| \| \| \| \| \| \| \| \| \| \| \| \| \| \| \| \| \| \| \| \| \| \| \| \| \| \| \| \| \| \| \| \| \| \| \| \| \| \| \| \| \| \| \| \| \| \| \| \| \| \| \| \| \| \| \| \| \| ۱۵. ملکه ویکتوریا بریتانیا \| \| \| \| \| \| \| \| \| \| \| \| \| \| \| \| \| \| \| \| \| \| \| \| \| \| \| \| \| \| \| \| \| \| \| \| \| \| \| \| \| \| \| |                                     |  |  |  |  |  |  |  |  |                          |  |  |  |
| |                                     |  |  |  |  |  |  |  |  | ۸. الکساندر دوم از روسیه |  |  |  |
| |                                     |  |  |  |  |  |  |  |  |                          |  |  |  |
| |                                     |  |  |  |  |  |  |  |  |                          |  |  |  |
| |                                     |  |  |  |  |  |  |  |  |                          |  |  |  |
| | ۴. الکساندر سوم از روسیه            |  |  |  |  |  |  |  |  |                          |  |  |  |
| |                                     |  |  |  |  |  |  |  |  |                          |  |  |  |
| |                                     |  |  |  |  |  |  |  |  |                          |  |  |  |
| |                                     |  |  |  |  |  |  |  |  |                          |  |  |  |
| | ۹. ماریا الکساندروونا               |  |  |  |  |  |  |  |  |                          |  |  |  |
| |                                     |  |  |  |  |  |  |  |  |                          |  |  |  |
| |                                     |  |  |  |  |  |  |  |  |                          |  |  |  |
| |                                     |  |  |  |  |  |  |  |  |                          |  |  |  |
| | ۲. نیکلاس دوم از روسیه              |  |  |  |  |  |  |  |  |                          |  |  |  |
| |                                     |  |  |  |  |  |  |  |  |                          |  |  |  |
| |                                     |  |  |  |  |  |  |  |  |                          |  |  |  |
| |                                     |  |  |  |  |  |  |  |  |                          |  |  |  |
| | ۱۰. کریستین نهم دانمارک             |  |  |  |  |  |  |  |  |                          |  |  |  |
| |                                     |  |  |  |  |  |  |  |  |                          |  |  |  |
| |                                     |  |  |  |  |  |  |  |  |                          |  |  |  |
| |                                     |  |  |  |  |  |  |  |  |                          |  |  |  |
| | ۵. پرنسس داگمار دانمارک             |  |  |  |  |  |  |  |  |                          |  |  |  |
| |                                     |  |  |  |  |  |  |  |  |                          |  |  |  |
| |                                     |  |  |  |  |  |  |  |  |                          |  |  |  |
| |                                     |  |  |  |  |  |  |  |  |                          |  |  |  |
| | ۱۱. پرنسس لوئیز هسه-کاسل            |  |  |  |  |  |  |  |  |                          |  |  |  |
| |                                     |  |  |  |  |  |  |  |  |                          |  |  |  |
| |                                     |  |  |  |  |  |  |  |  |                          |  |  |  |
| |                                     |  |  |  |  |  |  |  |  |                          |  |  |  |
| | ۱. دوک بزرگ ماریا نیکلاونا از روسیه |  |  |  |  |  |  |  |  |                          |  |  |  |
| |                                     |  |  |  |  |  |  |  |  |                          |  |  |  |
| |                                     |  |  |  |  |  |  |  |  |                          |  |  |  |
| |                                     |  |  |  |  |  |  |  |  |                          |  |  |  |
| | ۱۲. شاهزاده کارل هسن و راین         |  |  |  |  |  |  |  |  |                          |  |  |  |
| |                                     |  |  |  |  |  |  |  |  |                          |  |  |  |
| |                                     |  |  |  |  |  |  |  |  |                          |  |  |  |
| |                                     |  |  |  |  |  |  |  |  |                          |  |  |  |
| | ۶. لودویگ چهارم، دوک بزرگ هسن       |  |  |  |  |  |  |  |  |                          |  |  |  |
| |                                     |  |  |  |  |  |  |  |  |                          |  |  |  |
| |                                     |  |  |  |  |  |  |  |  |                          |  |  |  |
| |                                     |  |  |  |  |  |  |  |  |                          |  |  |  |
| | ۱۳. شاهدخت الیزابت پروس             |  |  |  |  |  |  |  |  |                          |  |  |  |
| |                                     |  |  |  |  |  |  |  |  |                          |  |  |  |
| |                                     |  |  |  |  |  |  |  |  |                          |  |  |  |
| |                                     |  |  |  |  |  |  |  |  |                          |  |  |  |
| | ۳. آلکساندرا فیودوروفنا، ملکه روسیه |  |  |  |  |  |  |  |  |                          |  |  |  |
| |                                     |  |  |  |  |  |  |  |  |                          |  |  |  |
| |                                     |  |  |  |  |  |  |  |  |                          |  |  |  |
| |                                     |  |  |  |  |  |  |  |  |                          |  |  |  |
| | ۱۴. آلبرت ساکس کوبورگ و گوتا        |  |  |  |  |  |  |  |  |                          |  |  |  |
| |                                     |  |  |  |  |  |  |  |  |                          |  |  |  |
| |                                     |  |  |  |  |  |  |  |  |                          |  |  |  |
| |                                     |  |  |  |  |  |  |  |  |                          |  |  |  |
| | ۷. پرنسس آلیس بریتانیا              |  |  |  |  |  |  |  |  |                          |  |  |  |
| |                                     |  |  |  |  |  |  |  |  |                          |  |  |  |
| |                                     |  |  |  |  |  |  |  |  |                          |  |  |  |
| |                                     |  |  |  |  |  |  |  |  |                          |  |  |  |
| | ۱۵. ملکه ویکتوریا بریتانیا          |  |  |  |  |  |  |  |  |                          |  |  |  |
| |                                     |  |  |  |  |  |  |  |  |                          |  |  |  |
| |                                     |  |  |  |  |  |  |  |  |                          |  |  |  |

## برای مطالعهٔ بیشتر
- آزکار، هلن و هاکینز، جورج. "ماریا رومانوف: سومین دختر آخرین تزار، خاطرات و نامه‌ها، ۱۹۰۸–۱۹۱۸." نشر وست‌هلم، ۲۰۱۹. شابک ‎۹۷۸−۱۵۹۴۱۶۳۲۲۷.
- فلمینگ، کندیس. "خانواده رومانوف: قتل، شورش، و سقوط روسیه امپراتوری." شوارتز و وید، ۲۰۱۴. شابک ‎۹۷۸−۰۳۷۵۸۶۷۸۲۸